# Astronomische Uhr

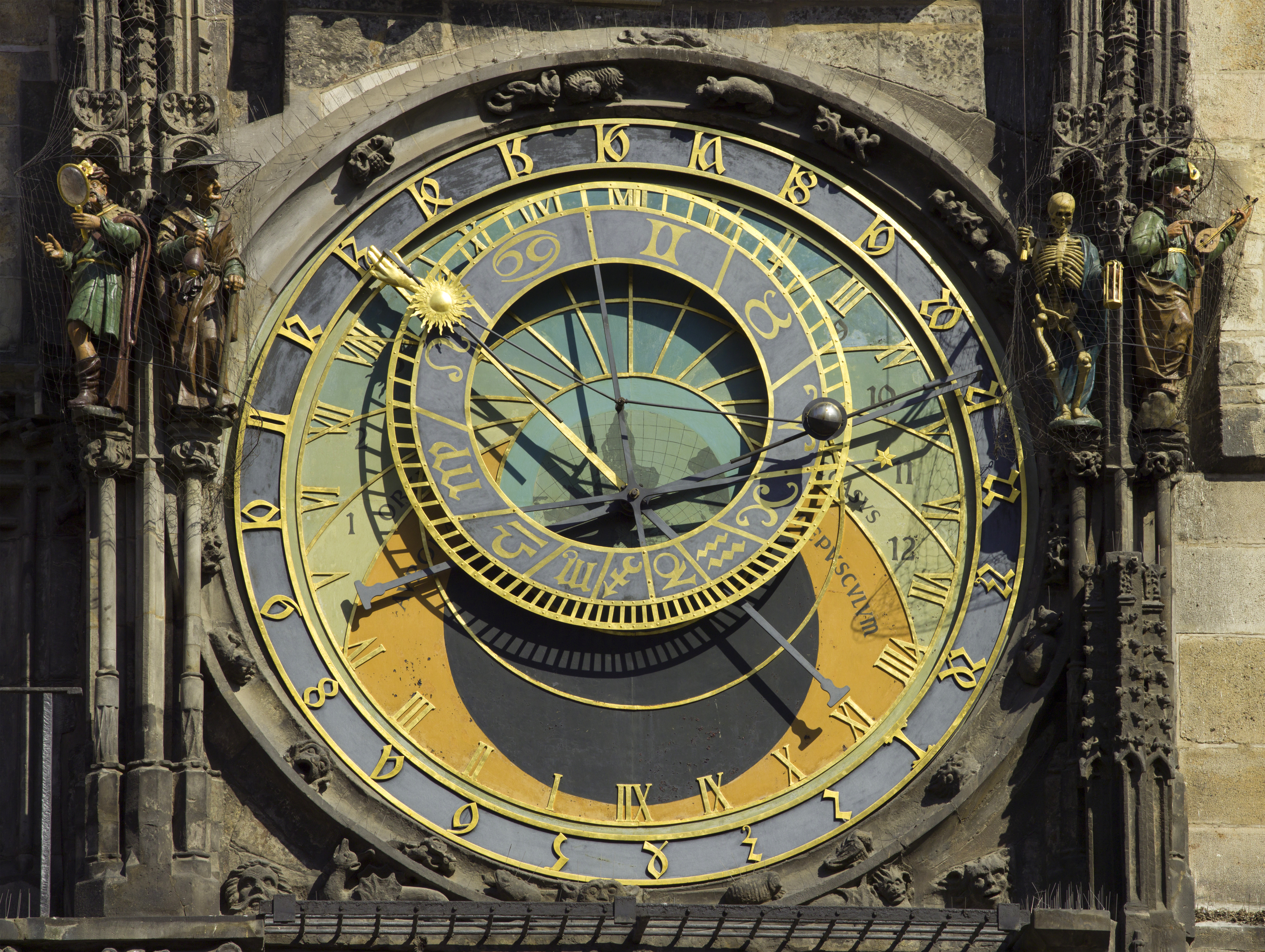
Astronomische Prager Rathausuhr, eine Astrolabiumsuhr

Eine astronomische Uhr ist eine mechanische Uhr, die außer der Uhrzeit auch astronomische Sachverhalte wie die Lage von Sonne und Mond über dem Horizont und im Tierkreis, die Mondphasen und in seltenen Fällen auch die Stellungen der großen Planeten am Himmel anzeigt. Astronomische Uhren wurden im späten Mittelalter zunächst im Innern von Kirchen aufgestellt. Einige ihrer meist handwerklichen Konstrukteure waren auch als Erfinder und Instrumentenbauer tätig. Ab der Renaissance wurden monumentale Uhren an Rathäusern, Stadttoren oder an Türmen angebracht. Große Zimmeruhren entstanden zumeist erst im Barock. Sie wurden auch als Tischuhren oder ab dem 20. Jahrhundert als Armbanduhren nachgebaut.
Die astronomischen Uhren haben wie moderne Uhren mit ihren Komplikationen neben dem Stundenzeiger zusätzliche Zeiger und manchmal zusätzliche Zifferblätter. Eine sehr anschauliche Variante sind die älteren Astrolabiumsuhren, bei denen unter anderem die Rete (Sternenscheibe) eines Astrolabiums mit Hilfe des Uhrwerks gleichmäßig gedreht wird.

## Entstehung
Vorgänger aller astronomischen Uhren war das verloren gegangene von Giovanni de Dondi gebaute Astrarium, das mehrere Zifferblätter verwendete. Eine der ersten Astrolabiumsuhren gab es im Straßburger Münster, die aber bereits durch einen zweiten Neubau ohne Astrolabium ersetzt ist. Einige wenige Astrolabiumsuhren sind noch annähernd im originalen Zustand erhalten und laufen zum Teil auch noch, wie die Prager Rathausuhr und die Berner Zytglogge-Uhr. Die Vielzahl der späteren, bevorzugt an Rathäusern angebrachten, Uhren ohne Astrolabium ist überwiegend im originalen Zustand erhalten und in Betrieb.
Die prunkvollen Zimmeruhren aus dem Barock befinden sich meistens in naturwissenschaftlichen Sammlungen und Museen. Sie sind ebenfalls ohne Astrolabium und haben manchmal mehrere Zifferblätter (Mehrzifferblattuhren). Der vom Astrolabium übernommene Tierkreis wurde hier zu einer festen Zifferblattskala. Uhren mit einem derart skalierten Zifferblatt heißen auch Tierkreisuhren.

## Varianten-Überblick
Astronomische Uhren können aus verschiedenen Jahrhunderten stammen, verschieden groß sein und verschiedenen Zwecken dienen. Sie unterscheiden sich deshalb in ihrem Aussehen und in dem, was und wie sie es anzeigen. Die folgende Bilder-Aufstellung gibt einen ungefähren Überblick.

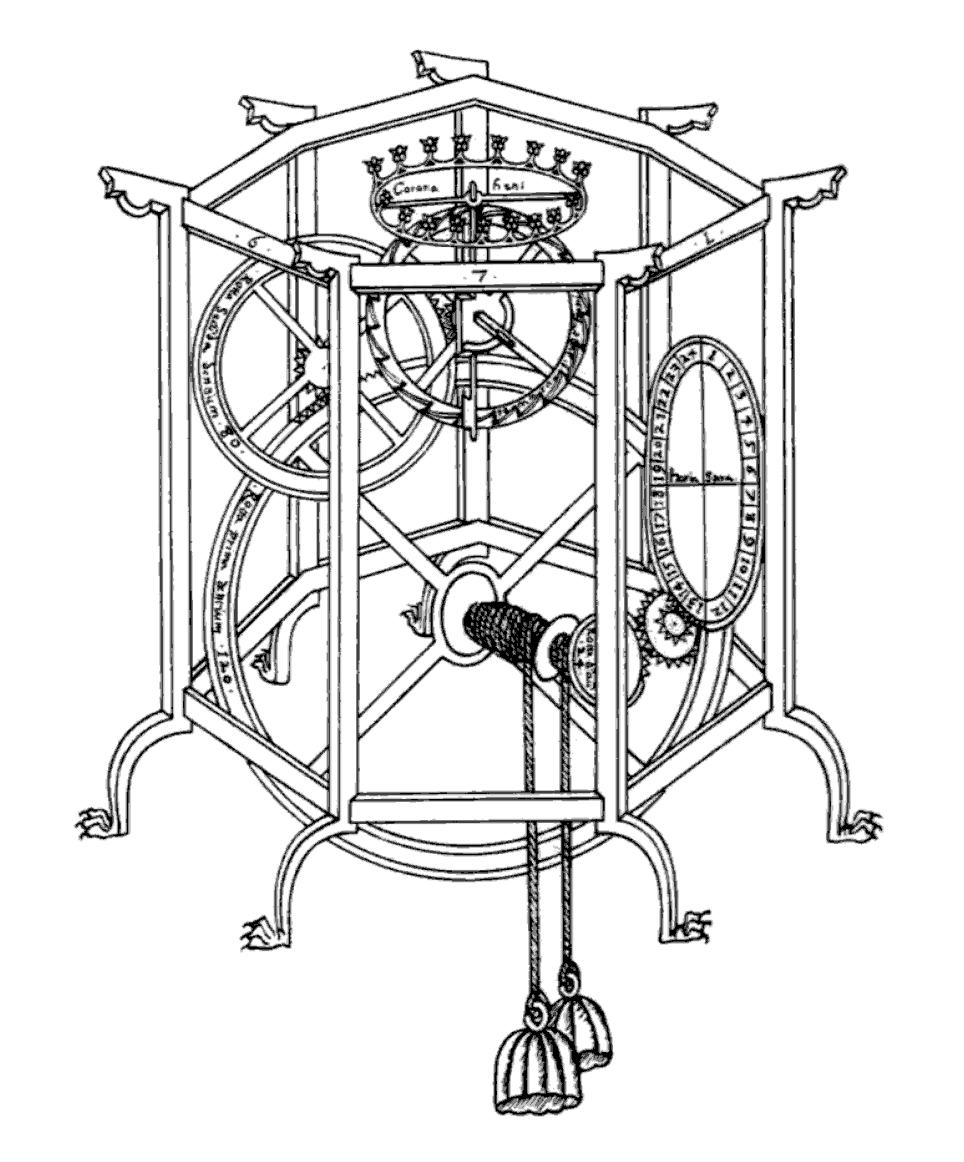
Astronomische Uhr von Dondi, 1344: Astrarium
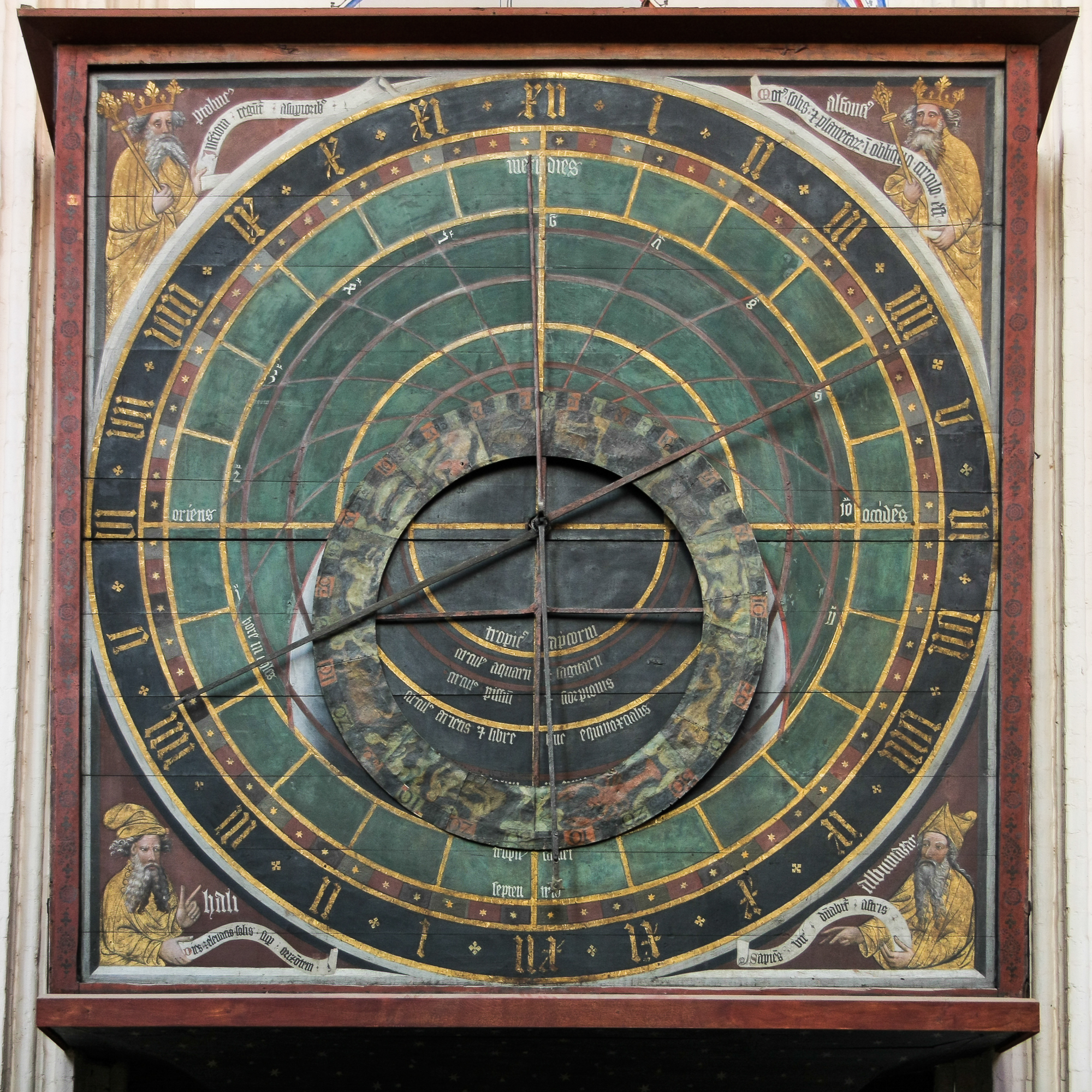
Astrolabische Kirchenuhr in Stralsund, 1394: Astrolabiumsuhr mit ursprünglichem Räderwerk, nicht in Betrieb
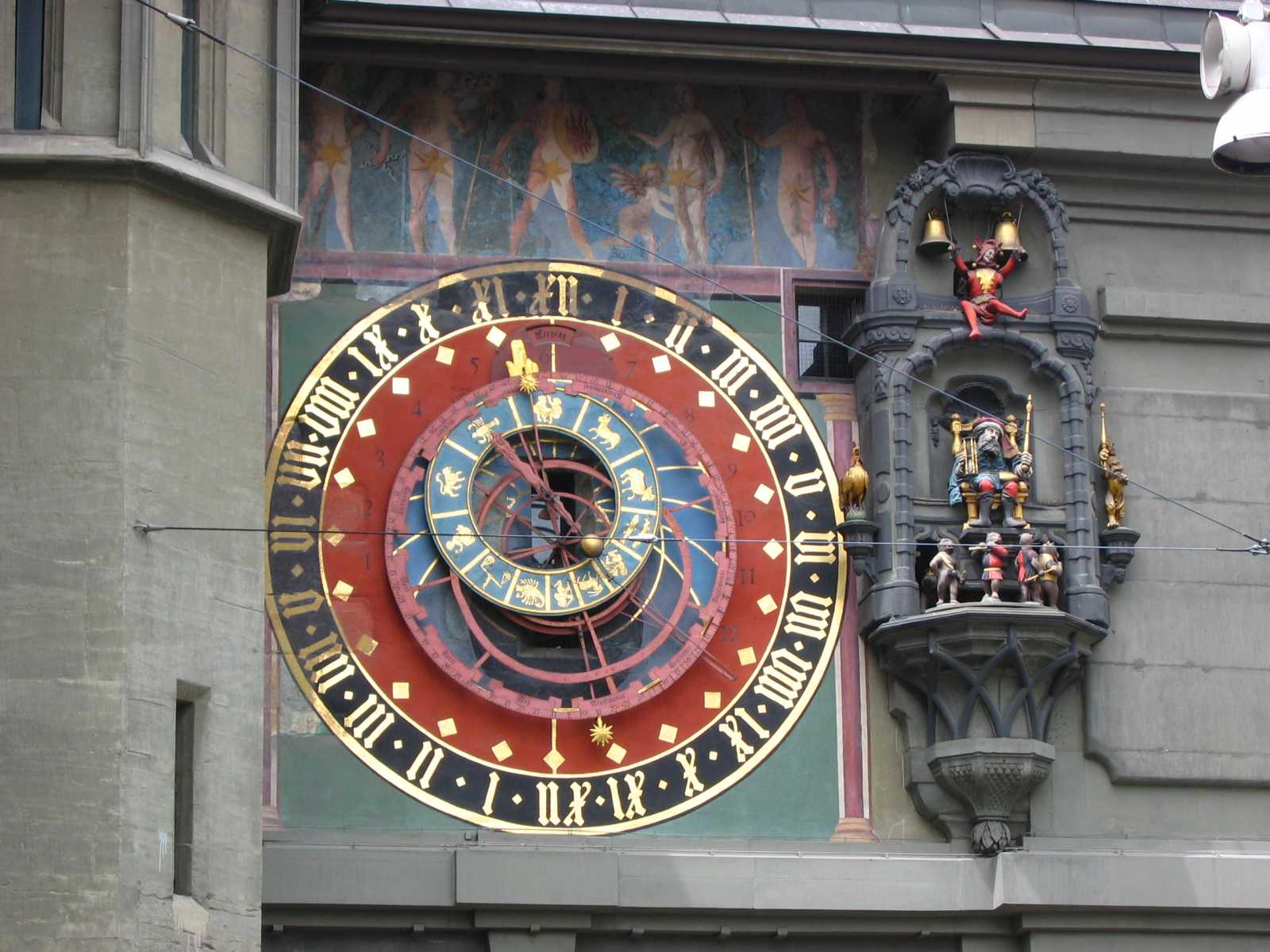
Astrolabische Turmuhr in Bern, 1405/1530: Astrolabiumsuhr
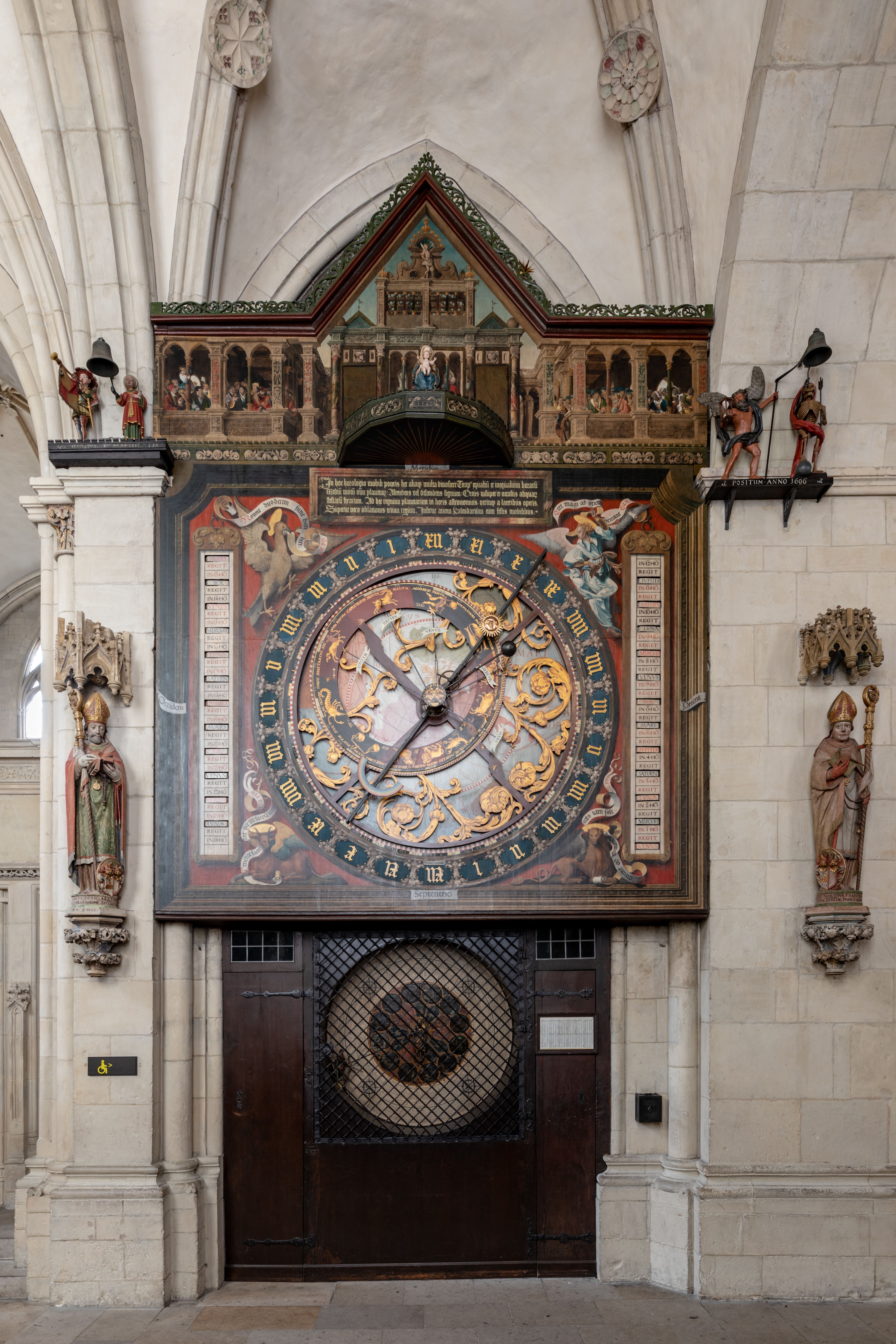
Astrolabische Kirchenuhr in Münster, 1540/42, nördliche Projektion (Zeitanzeige im Gegenuhrzeigersinn)
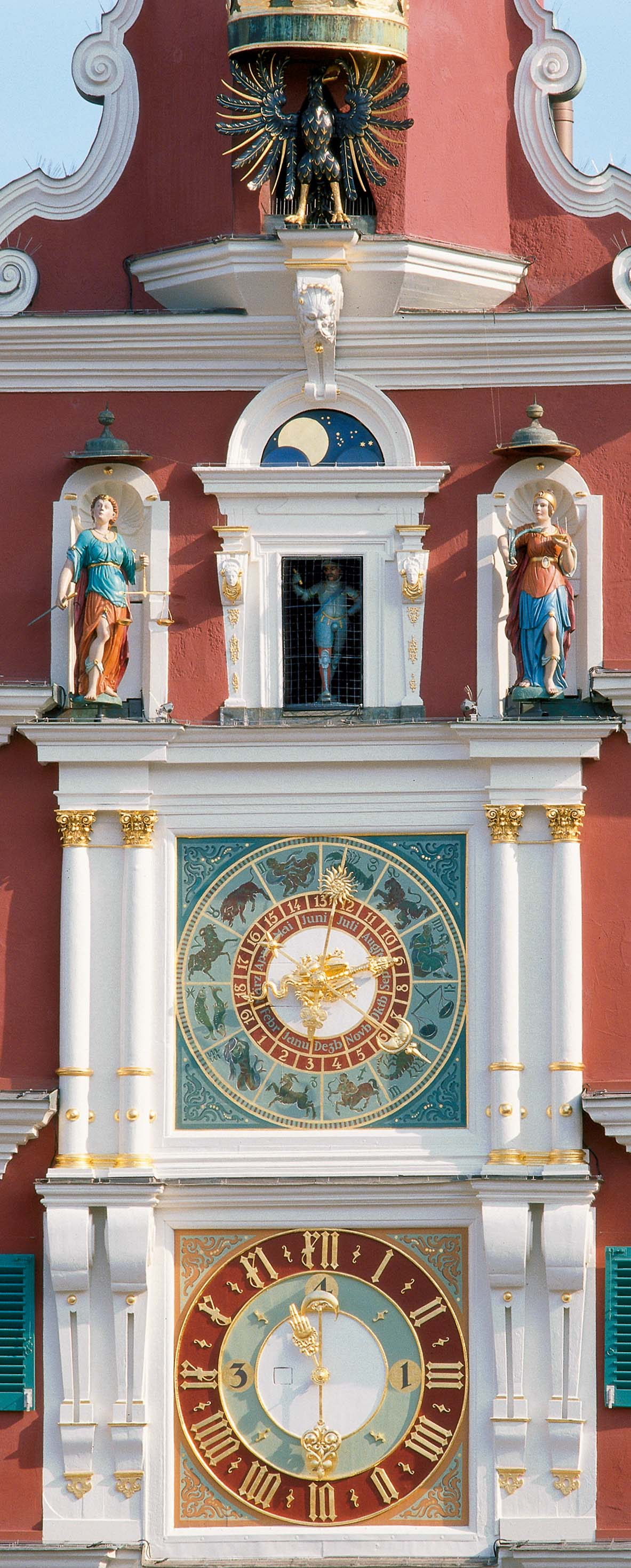
Rathausuhr in Esslingen, 1589, von unten: einfache Uhr, Tierkreisuhr und Monduhr
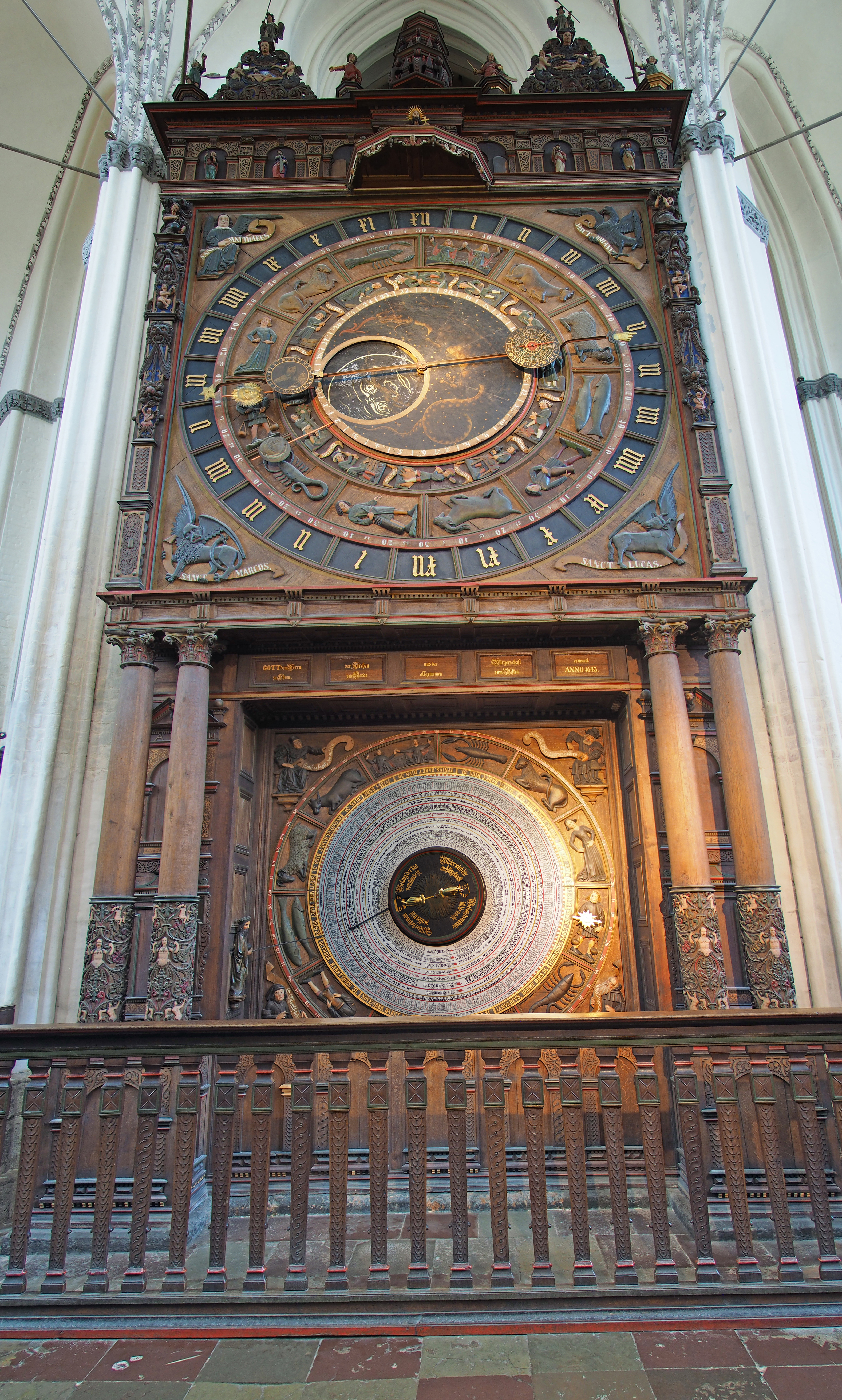
Astronomische Uhr in der Marien-Kirche Rostock, 1641/43: Tierkreisuhr mit Mondphasen-Anzeige
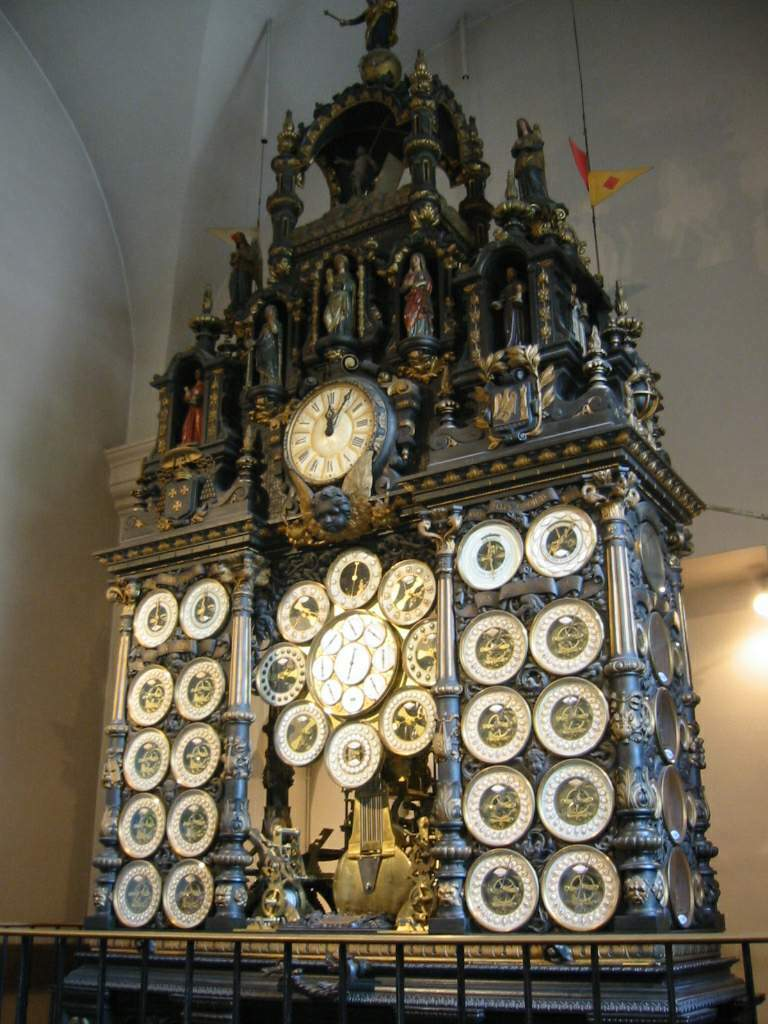
Astronomische Uhr in Besançon, 1858/60, Mehrzifferblattuhr
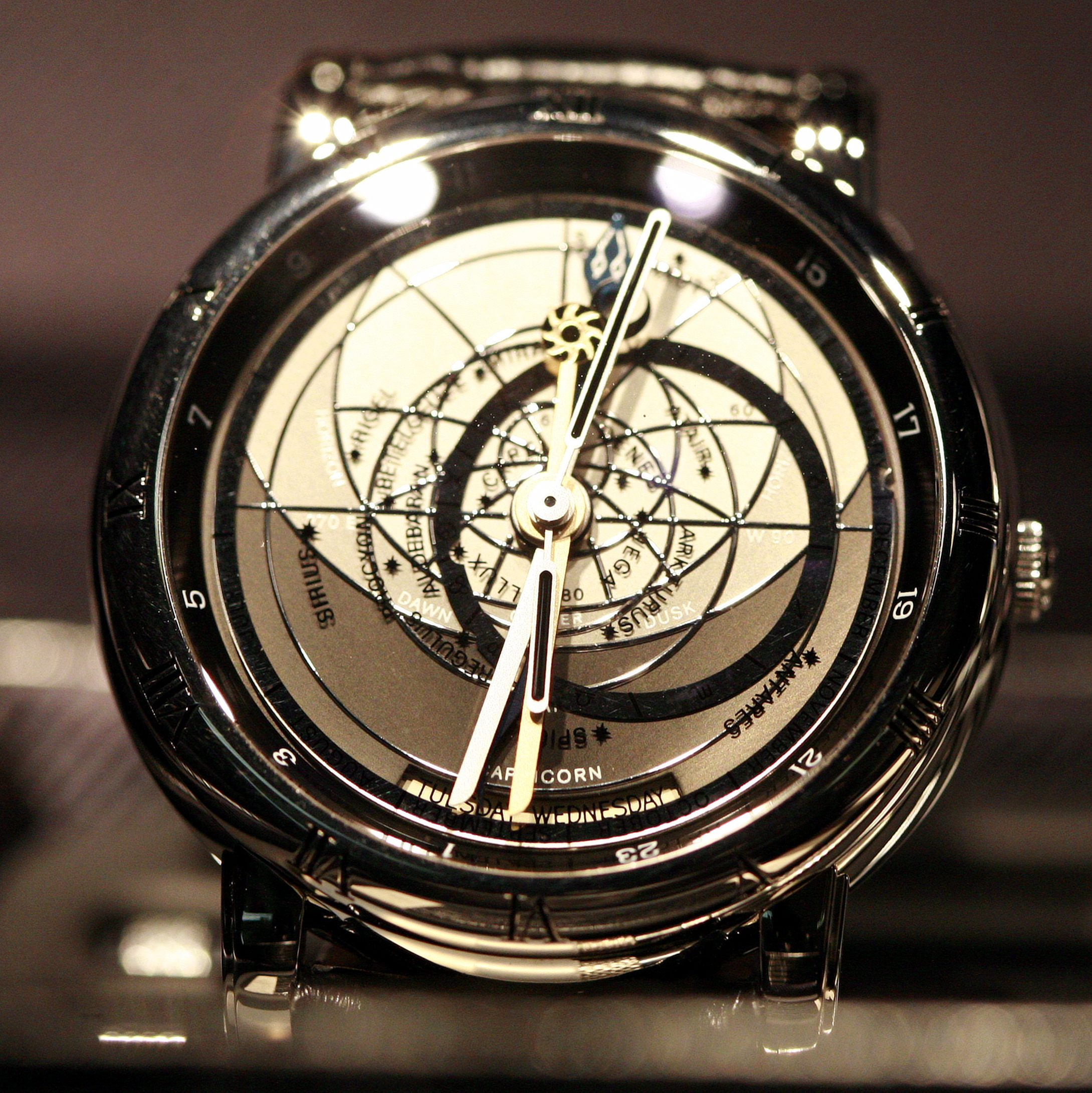
Moderne astrolabische Armbanduhr, Astrolabiumsuhr (Ulysse Nardin)

## Allgemeines
Astronomische Uhren zeigen nicht nur die Uhrzeit und astronomische Sachverhalte an, sondern sind als Prestigeobjekte oft reichlich verziert und manchmal zusätzlich mit einem  Glockenspiel und einem Figurenspiel ausgerüstet. Sie können „eine Art wissenschaftliches Kirchenmöbel mit quasisakralem Charakter“ sein.
Sie dienten neben der Darstellung der damals aktuell erforschten Himmelsbewegungen auch dazu, die Betrachter zum tieferen Nachdenken über die Zeit und – besonders in Kirchen – über die eigene Vergänglichkeit anzuregen. Dazu wurden zum Beispiel Figurenspiele benutzt, die diese Zusammenhänge deutlich machen sollten; so findet man die Darstellung des menschlichen Lebens von der Kindheit bis zum Tod, die in je 24 Stunden einmal durchlaufen wird.
Manche der Uhren enthalten auch Elemente von Sonnenuhren oder zeigen Abbildungen des Sternhimmels analog zum Nokturnal.

## Astronomische Uhren in Deutschland und naher Umgebung

### Arten-Übersicht
- Von den vielfältigen öffentlichen astronomischen Uhren in Deutschland lassen sich am ehesten die in den Kirchen Norddeutschlands vorhandenen zu einer Gruppe zusammenfassen. Manfred Schukowski bildet die „Familie der Hanseuhren“[4] oder die „Ostsee-Uhrenfamilie“[5] (ohne Uhr in Münster, aber inklusive Uhren in Lund und Danzig).
- In Süddeutschland entstand eine geringere Zahl der älteren Astrolabiumsuhren, dafür mehr jüngere Tierkreisuhren als in Norddeutschland. In Analogie zum Begriff Hanse-Uhren lassen sich die meistens an Rathäusern süddeutscher und benachbarter ausländischer Städte angebrachten großen astronomischen Uhren beiden Alters als reichsstädtische Uhren bezeichnen.
- Eine vorwiegend in Süddeutschland zu findende Besonderheit sind Monduhren. Dabei handelt es sich um normale Uhren, die von einer separaten Anzeige für die Mondphasen begleitet sind. Tierkreis- und Mehrzifferblattuhren sind oft auch zusätzlich damit ausgerüstet. Eine Anzeigemethode benutzt eine Kugel, die zur Hälfte aus einer Wand herausragt und sich um ihre mit der Wand bündige Achse dreht. Sie ist zur Hälfte hell (Vollmond), zur anderen Hälfte dunkel (Neumond) gefärbt.[6] Bei einer anderen Methode dreht sich eine Scheibe unter einer Öffnung im Zifferblatt. Auf ihr befinden sich zwei über den Durchmesser aufgebrachte helle Kreisflächen, der Rest ist dunkel.[7]

### Hanse-Uhren

Hanse-Uhren
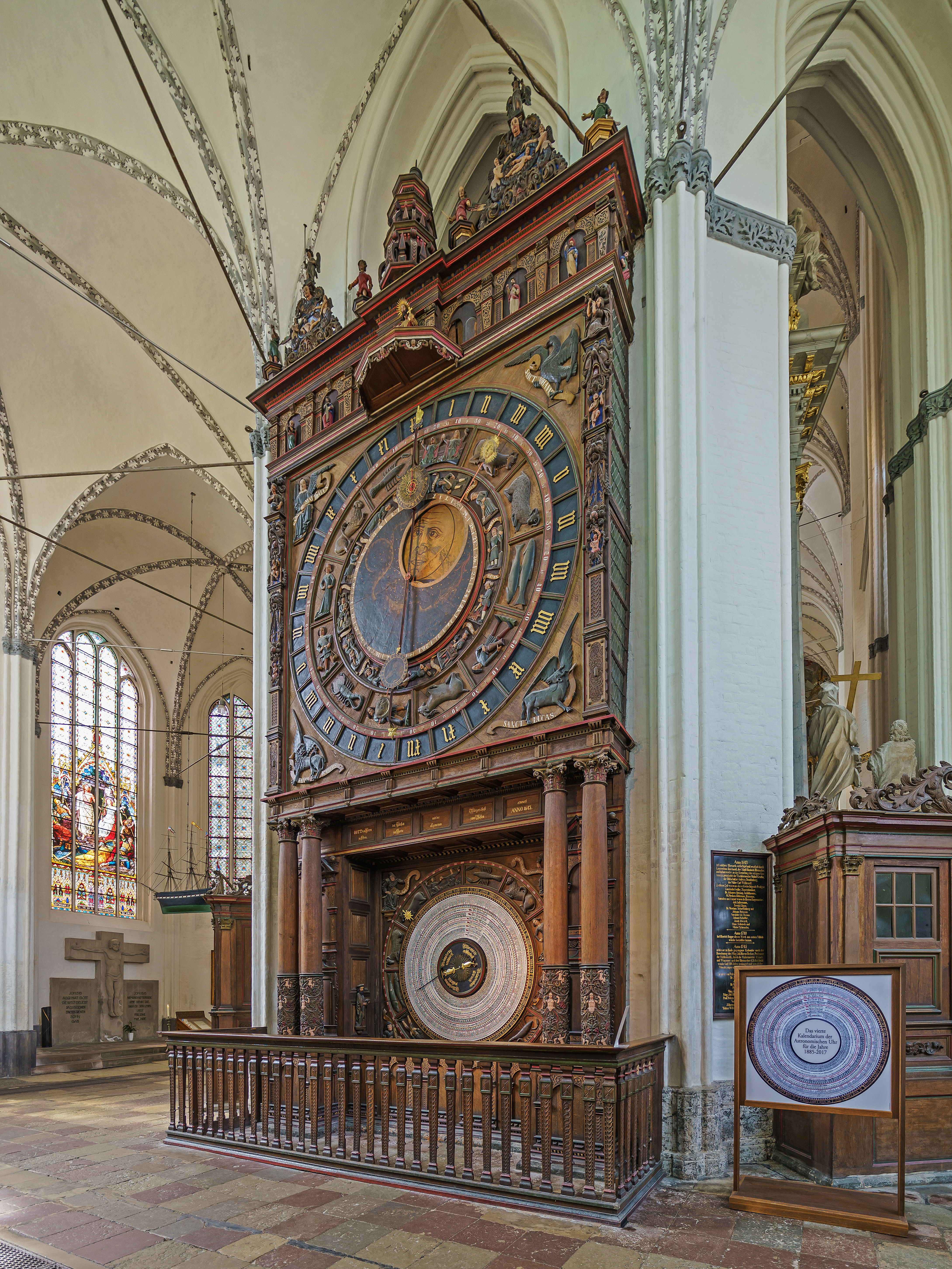
Rostock
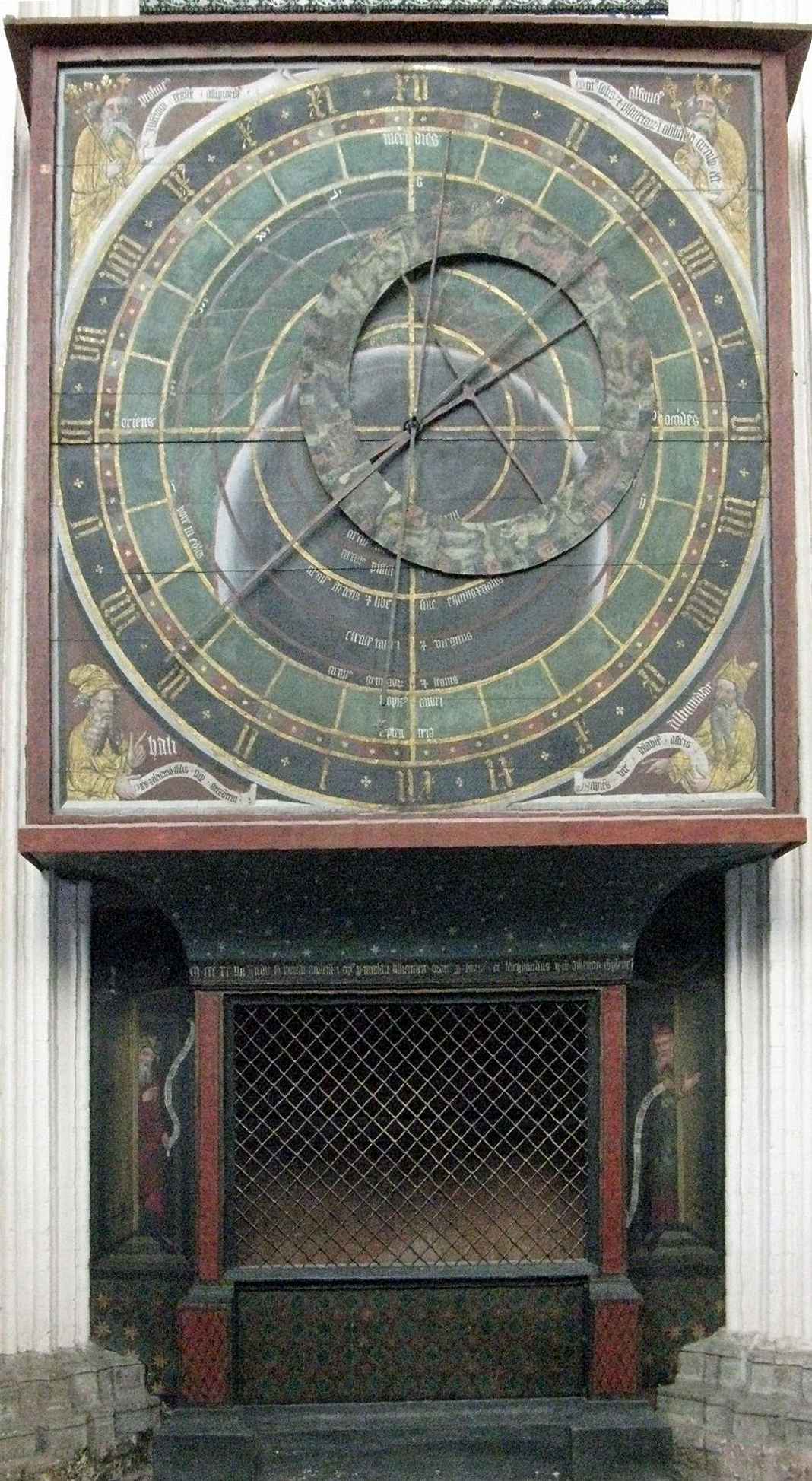
Stralsund
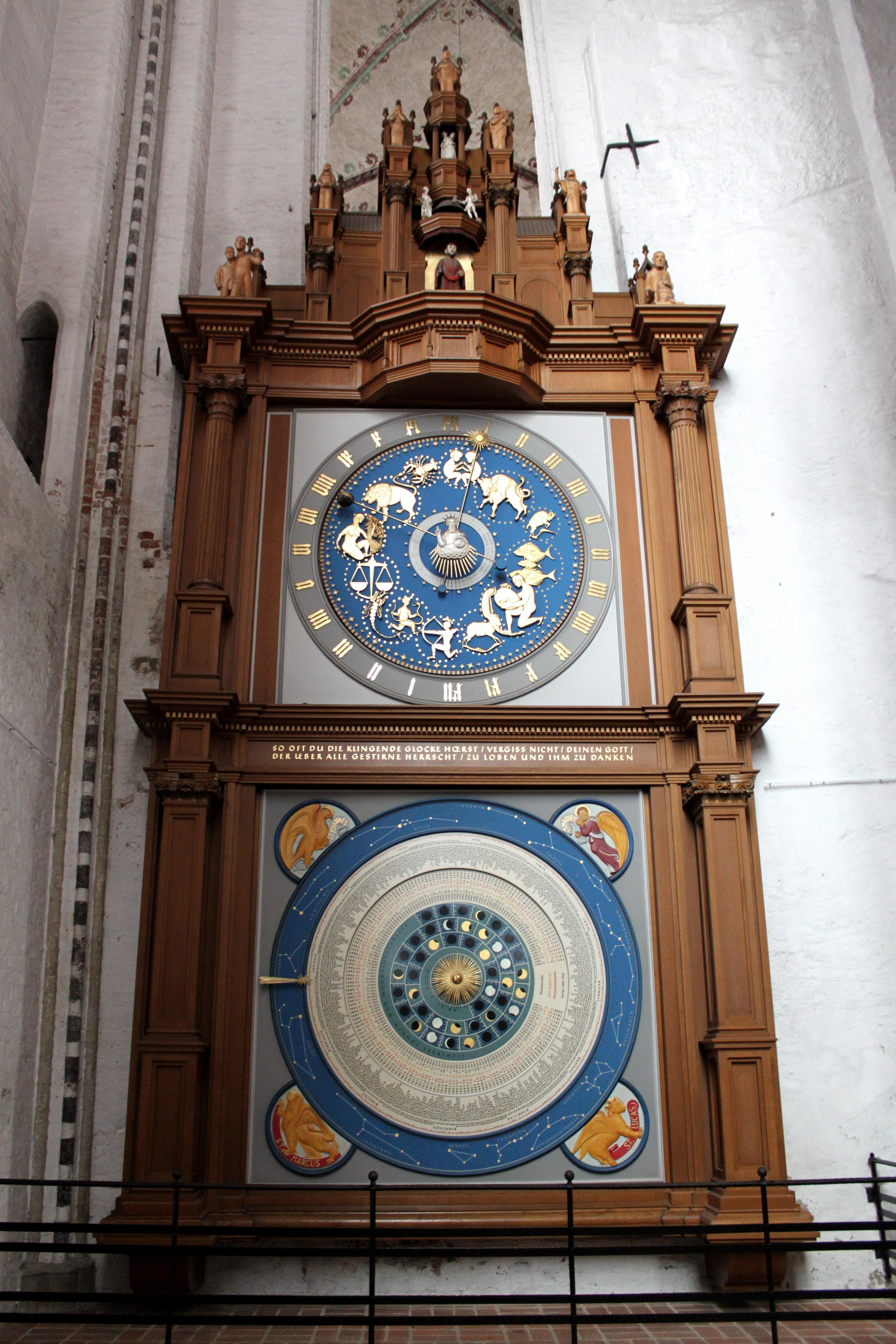
Lübeck
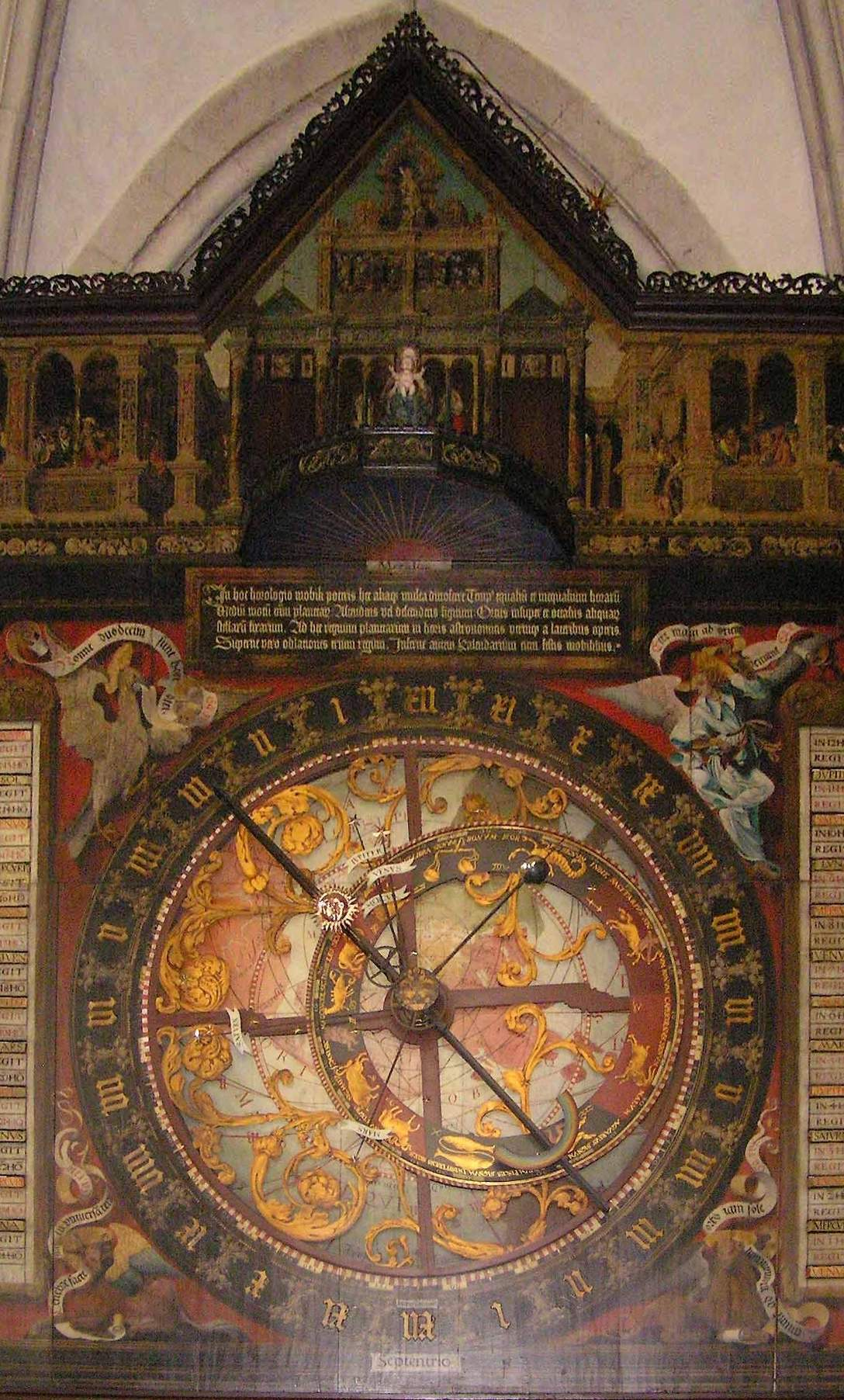
Münster
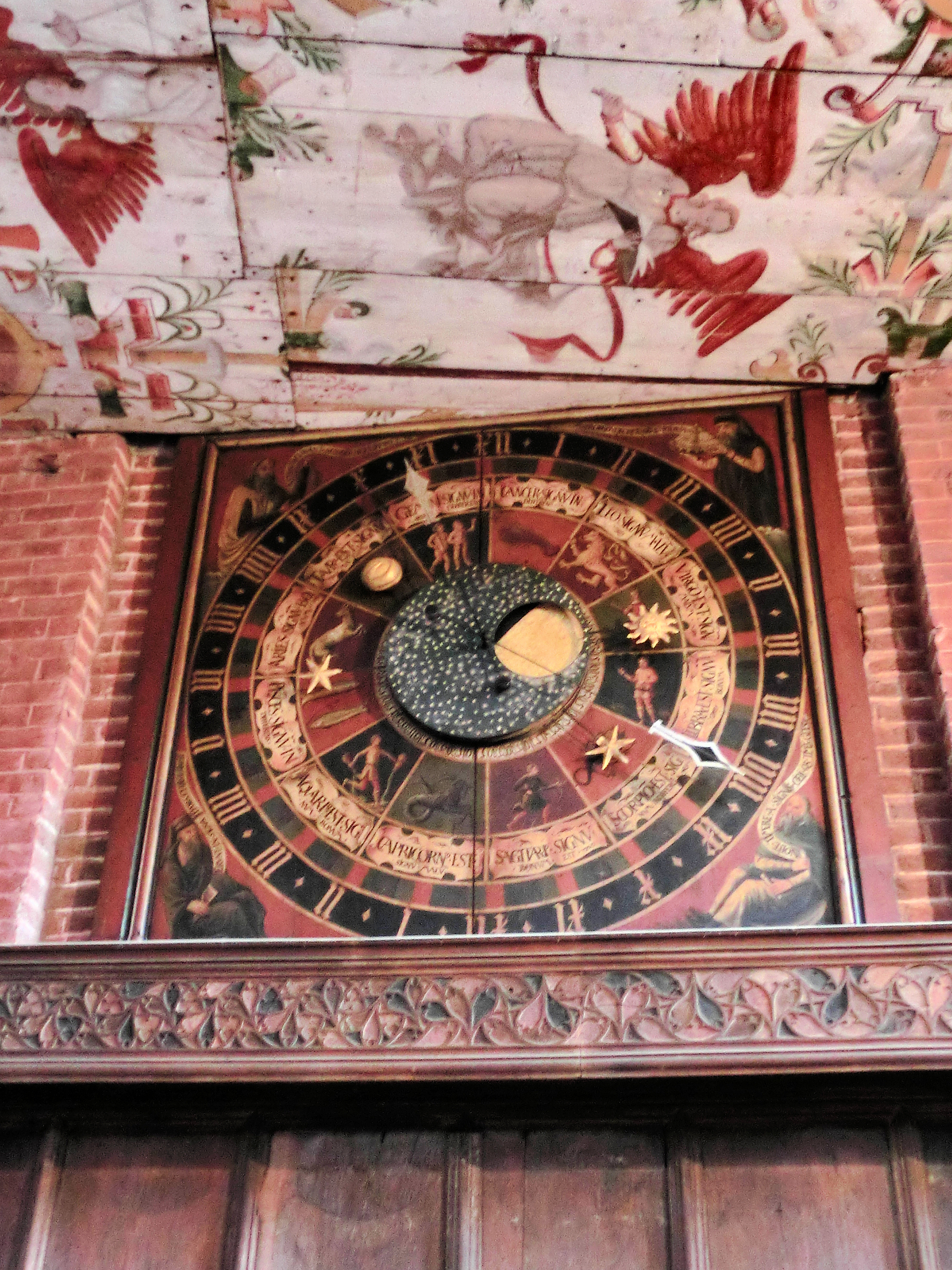
Stendal
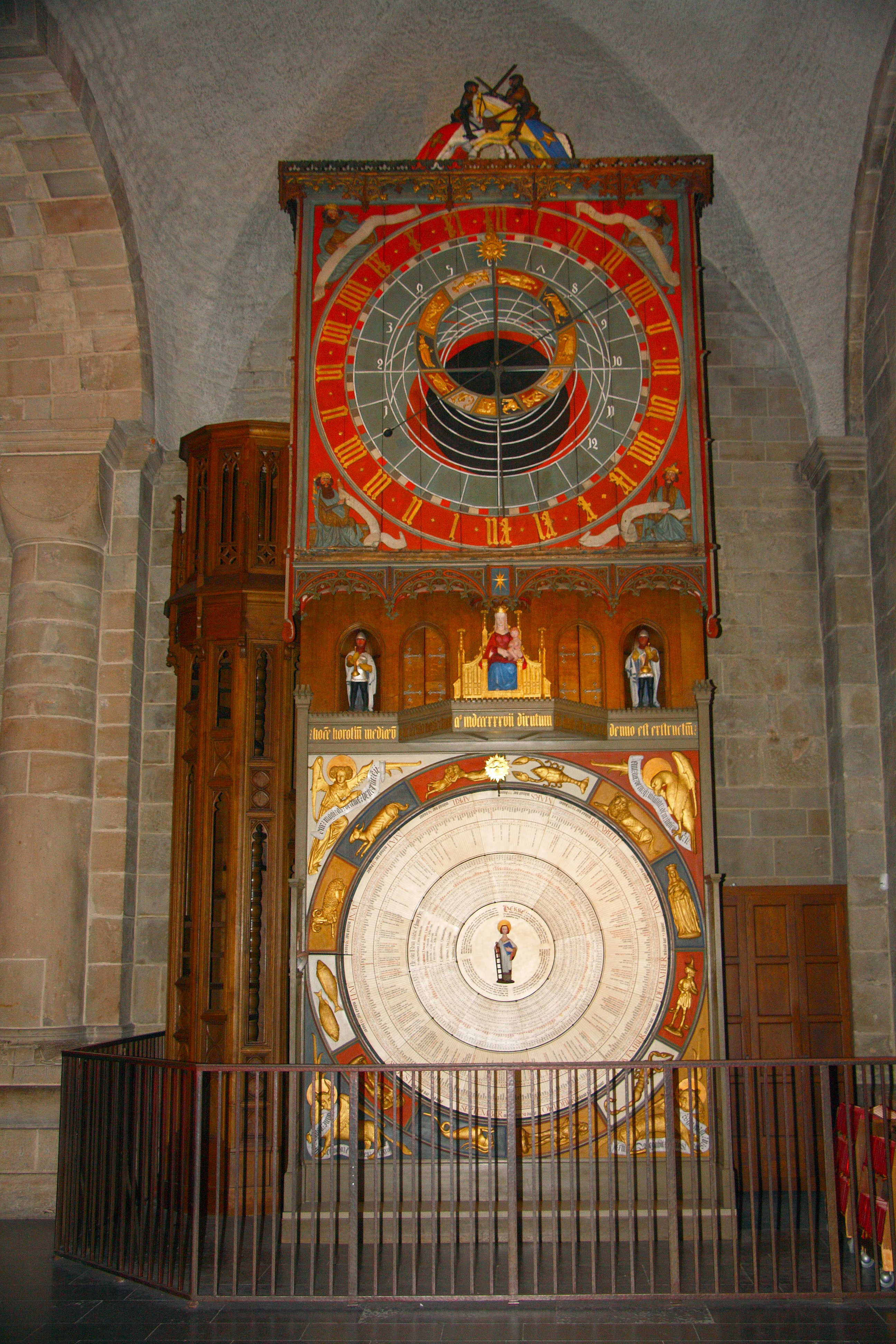
Lund
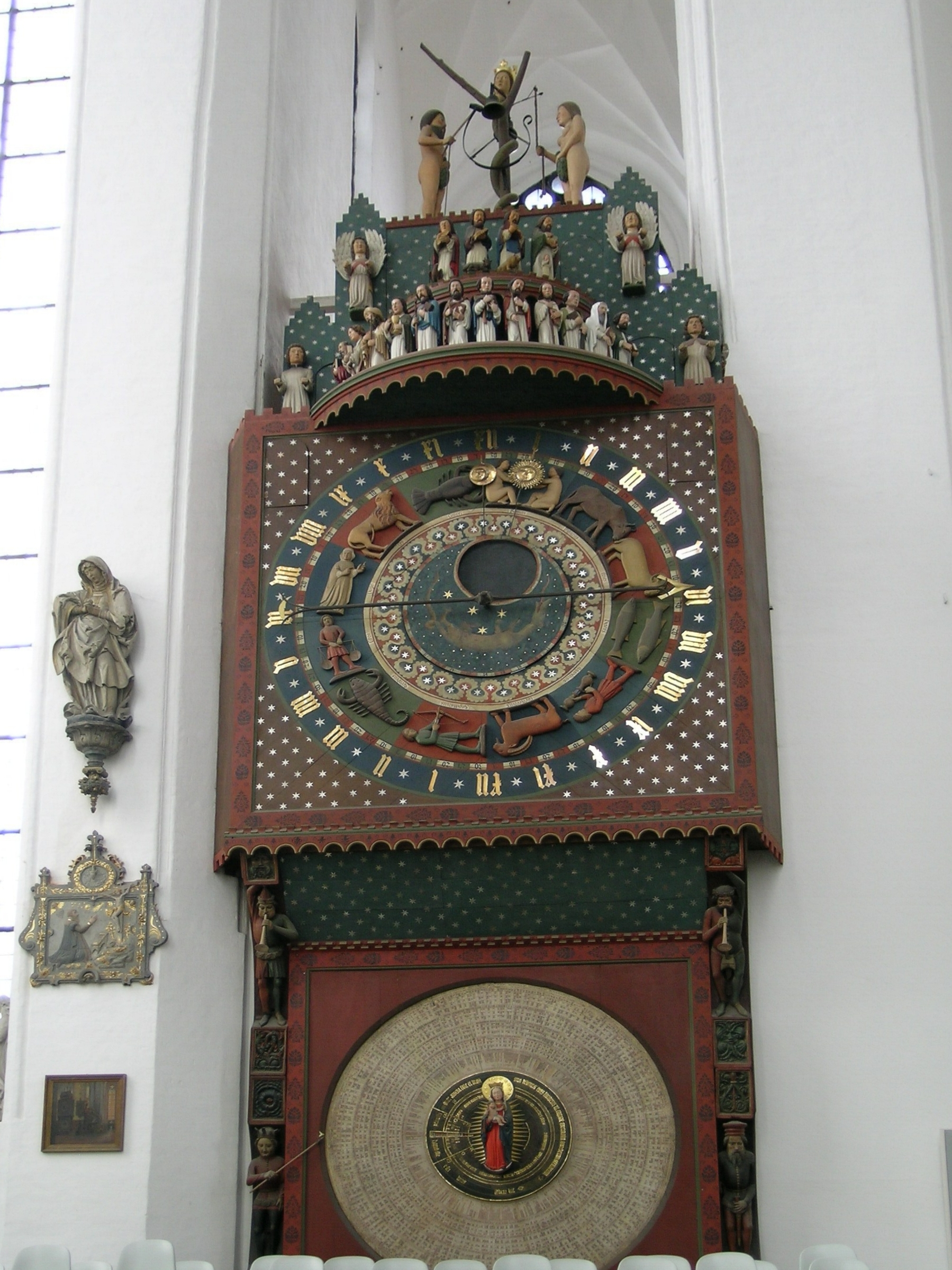
Danzig
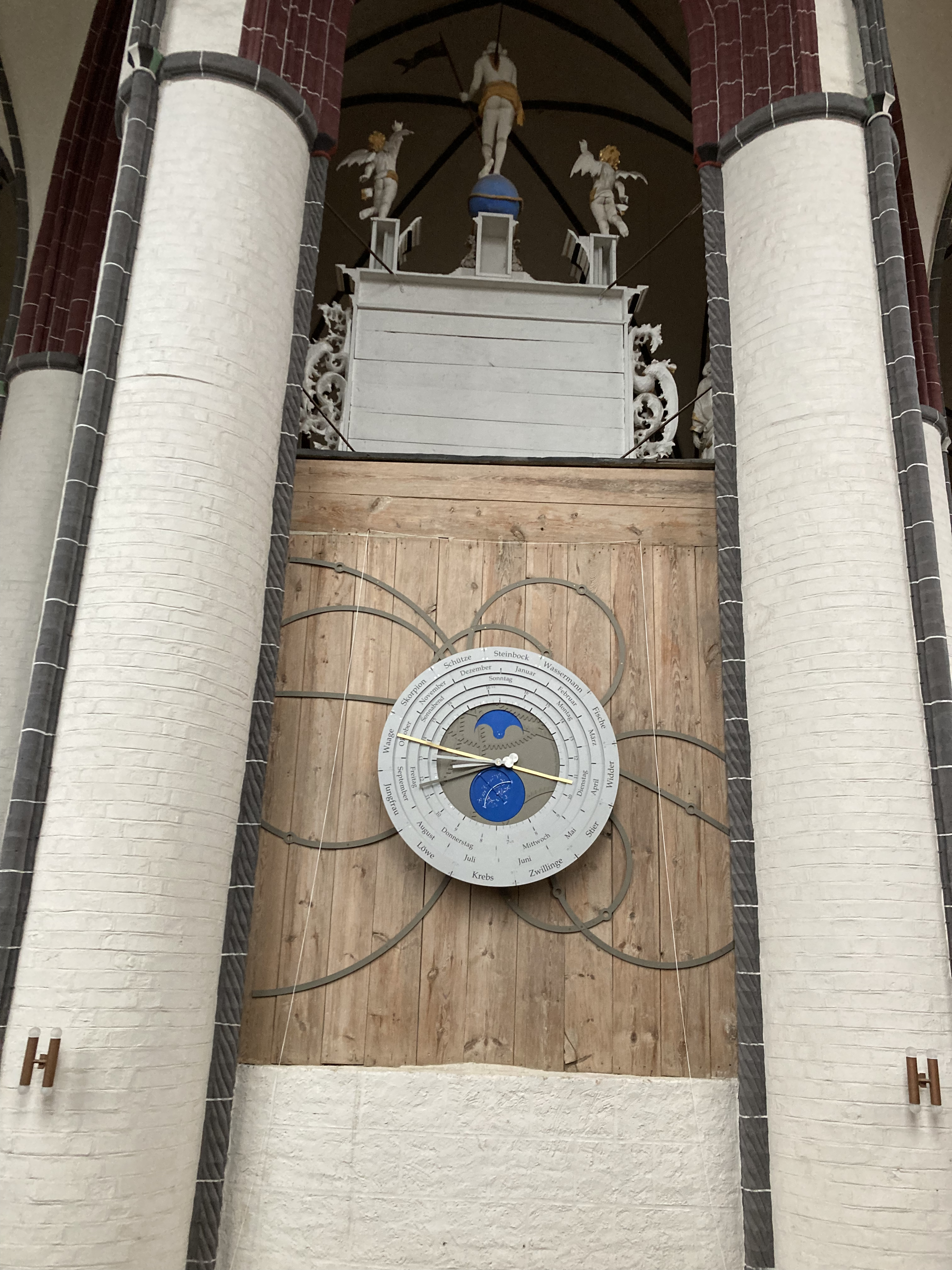
Tangermünde

Es handelt sich um folgende Uhren:
- Rostock – Marienkirche: Erbaut 1472 von Hans Düringer, 1643 restauriert
- Bad Doberan – Münster: nur Zifferblatt erhalten
- Stralsund – Nikolaikirche: älteste im Originalzustand erhaltene Uhr, außer Betrieb
- Lübeck – Marienkirche: nicht mehr erhalten, unhistorischer Neubau
- Münster – St.-Paulus-Dom: Anzeige der Uhrzeit im Gegenuhrzeigersinn
- Stendal – Marienkirche: nicht mehr erhalten, restauriert ist ein späterer Umbau
- Lund (Schweden) – Dom: nicht mehr erhalten, rekonstruiert
- Wismar – Marienkirche: nicht mehr erhalten
- Danzig (Polen) – Marienkirche: nicht mehr erhalten, rekonstruiert
- Tangermünde – St. Stephan: Erbaut 2023 durch Volker Schulz und Thomas Leu[9]

Die Hanseuhren befinden sich alle im Inneren von Kirchengebäuden. „Sie sind so gestaltet, dass sie in ihren ikonographischen Aussagen zum Bestandteil der christlich-religiösen Ausstattung ihrer Gotteshäuser wurden.“
Die älteren Uhren unter ihnen sind Astrolabiumsuhren. Sie sind mit Ausnahme der Uhr in Münster vom Himmelsnordpol aus projiziert (sogenannte südliche Projektion). Die umgekehrt projizierte Uhr in Münster dreht folglich als Ganzes – auch zur Anzeige der Uhrzeit – im Gegenuhrzeigersinn.
Bei den jüngeren Uhren beziehungsweise Ersatzuhren und Umbauten ist der Tierkreis (Rete) nicht mehr drehend. Es handelt sich um Tierkreisuhren, bei denen die von Schukowski so genannte „Schnittpunktanzeige“ zur Analoganzeige geworden ist. Damit ist gemeint, dass nicht am Schnittpunkt des Sonnen- und Mondzeigers mit dem drehenden und exzentrischen Tierkreis, sondern, dass deren Lage über dem ruhenden und zentrischen Tierkreis abgelesen wird. Der die Sterne repräsentierende Tierkreis kann gespiegelt sein, damit Sonnen- und Mondzeiger im Uhrzeigersinn drehen, wie in Stendal. Unterhalb einiger hansischer Uhren ist eine drehende Kalenderscheibe angebracht.
Jüngere Uhren befinden sich in den Hansestädten Lübeck, Stendal (späterer Umbau), Danzig und Rostock (zweite Uhr). Zuletzt wurde 2023 die astronomische Uhr in Tangermünde in Betrieb genommen.

### Reichsstädtische Uhren

Reichsstädtische Astrolabiumsuhren
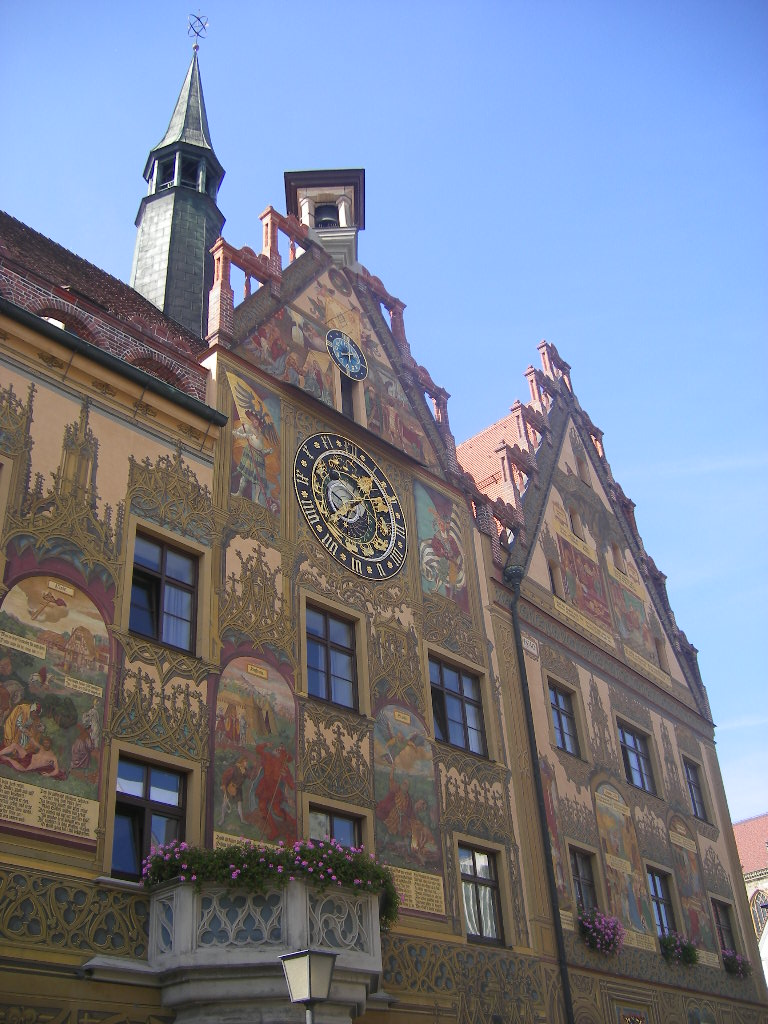
Ulm
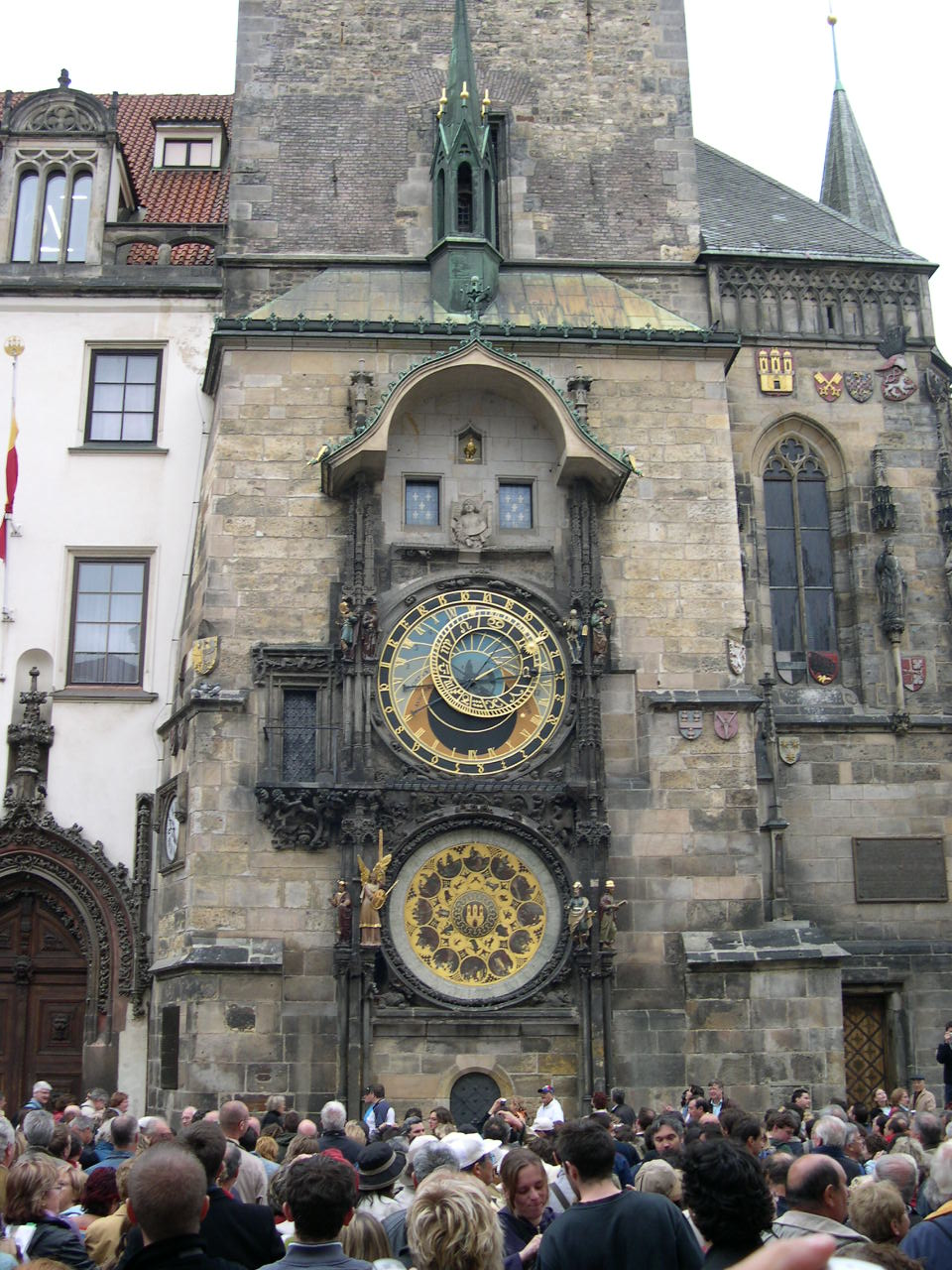
Prag
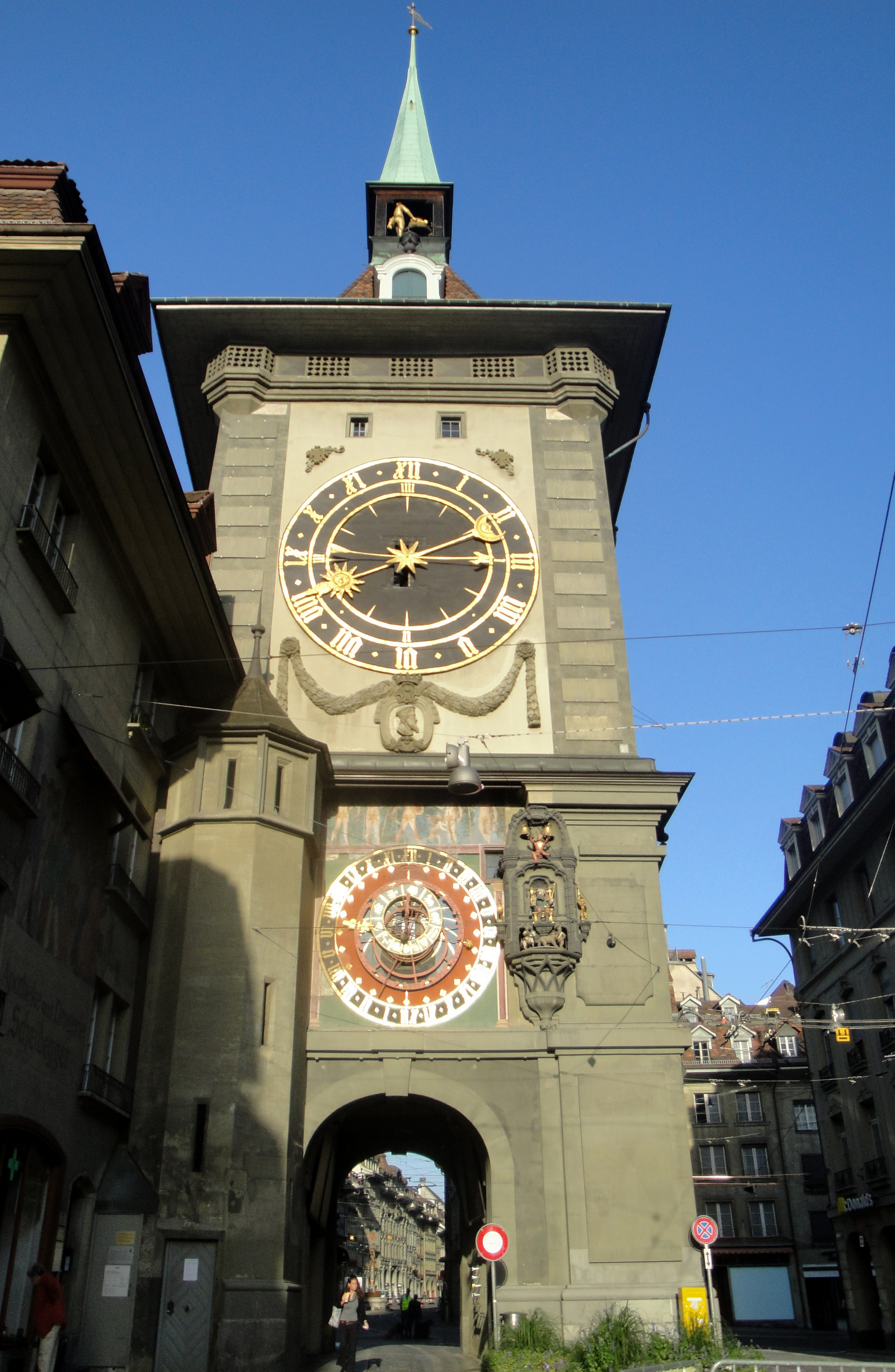
Bern

#### Astrolabiumsuhren
Eine öffentliche Astrolabiumsuhr hat nur die alte Reichsstadt Ulm. Nahe ausländische Städte mit einer Astrolabiumsuhr sind Prag, Winterthur (nur Zifferblatt erhalten, Nachbau im Turmuhrenmuseum von Mindelheim), Bern und Straßburg (zwei nicht mehr erhaltene Ausführungen, heute Tierkreis-/Mehrzifferblattuhr). Außer in Straßburg (im Münster) befinden/befanden sich alle diese Uhren an Rathäusern und Türmen.

#### Tierkreis- und Mehrzifferblattuhren

Tierkreis-Zifferblätter
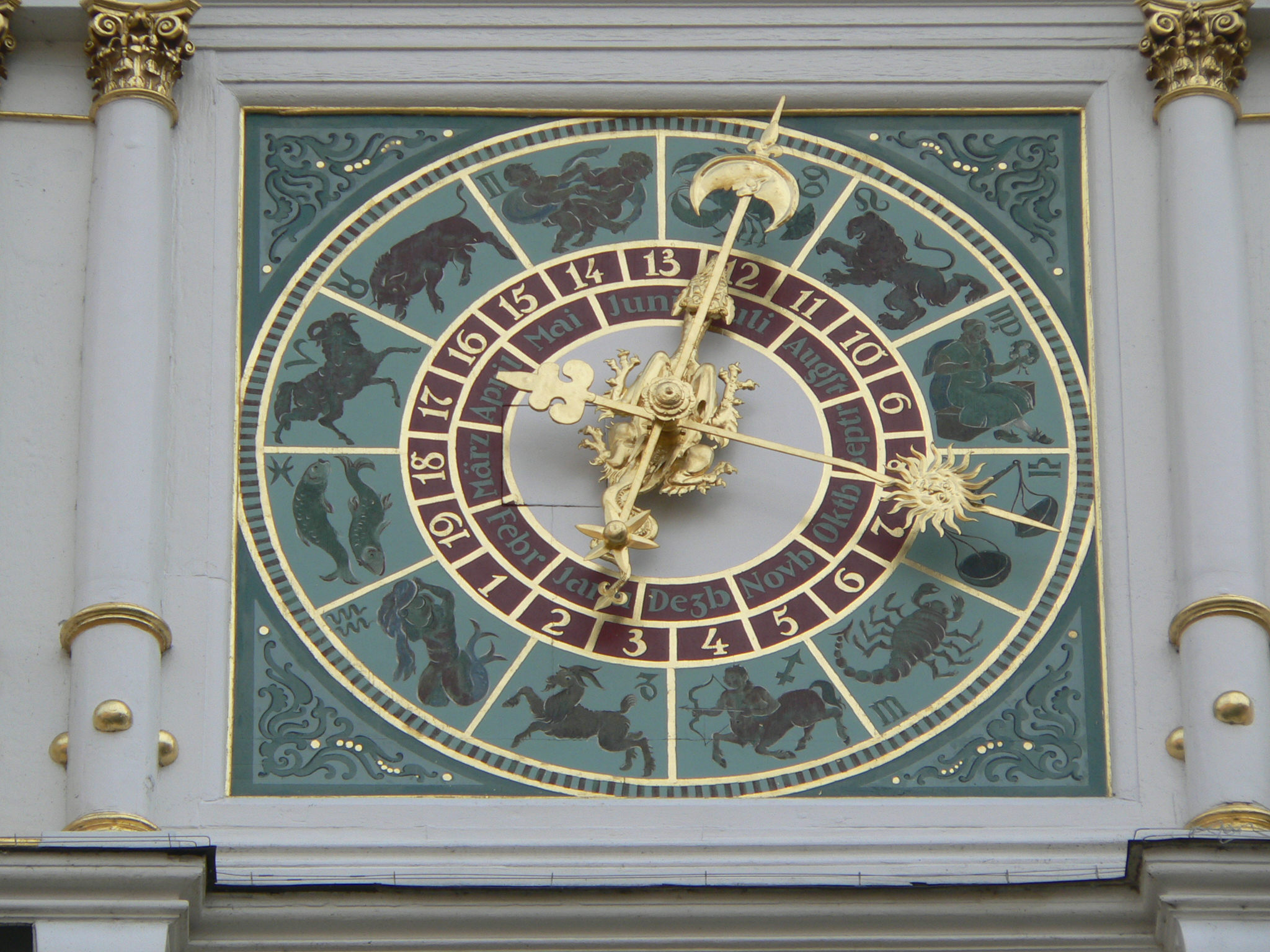
Esslingen
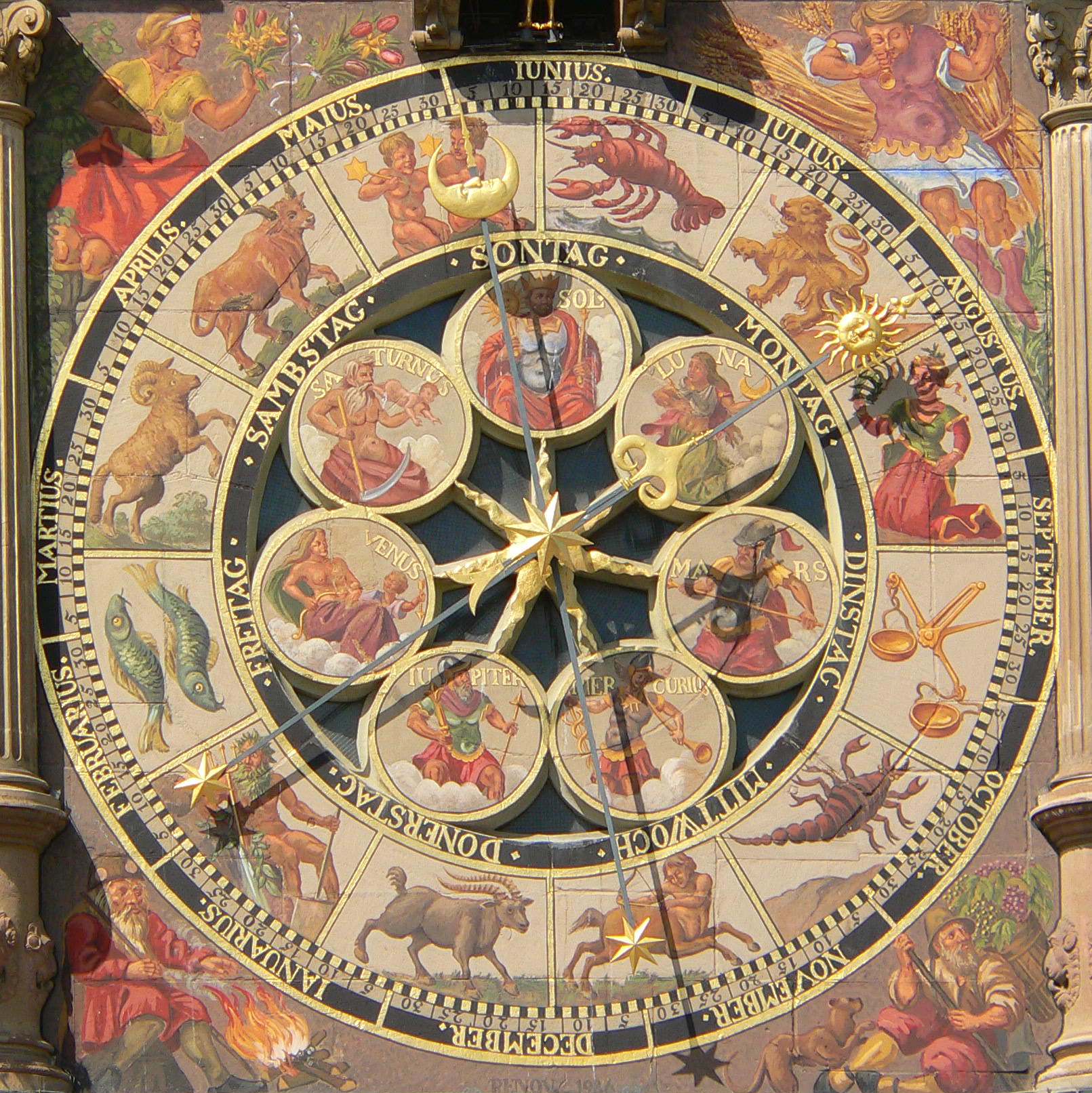
Heilbronn
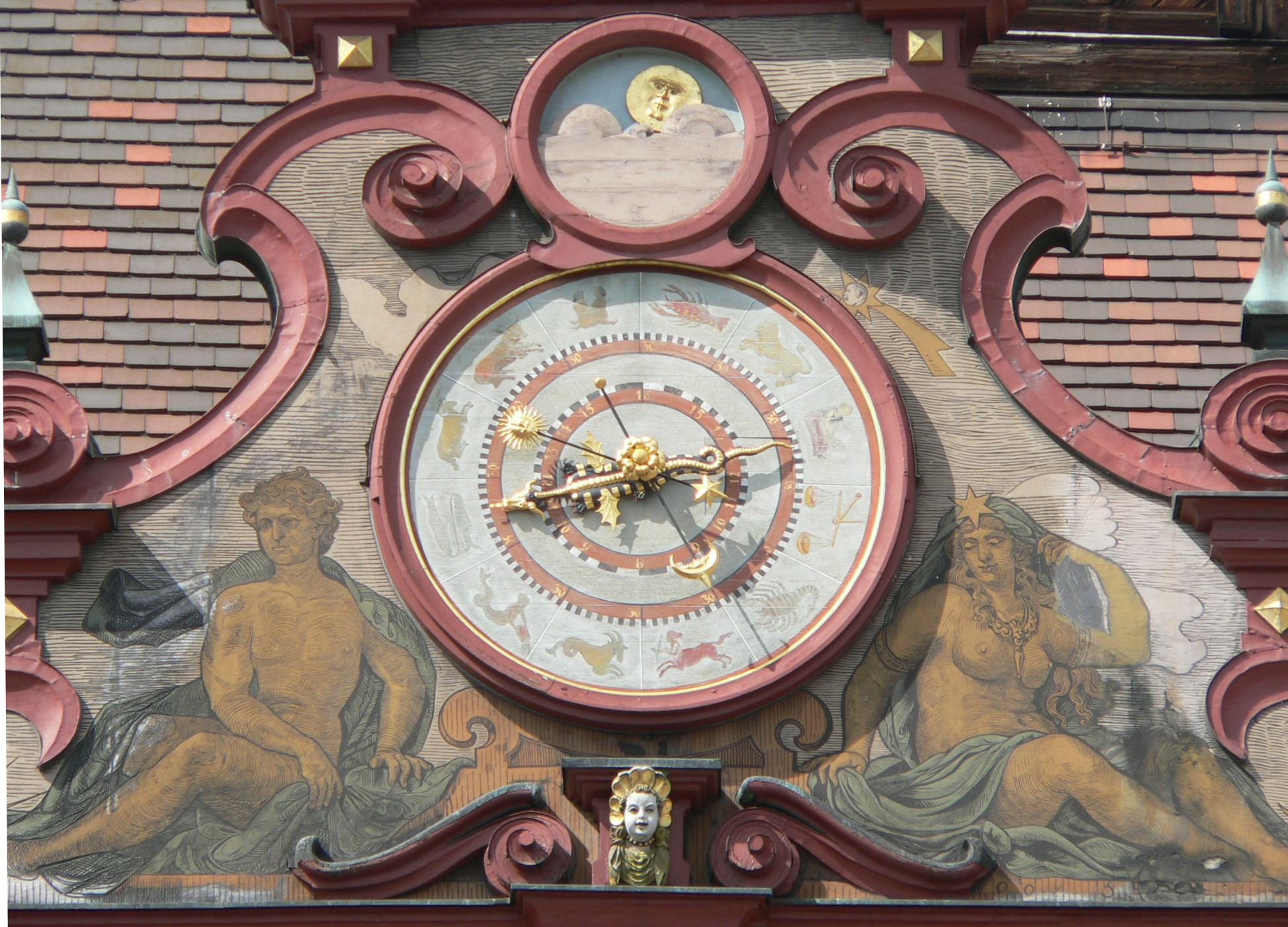
Tübingen
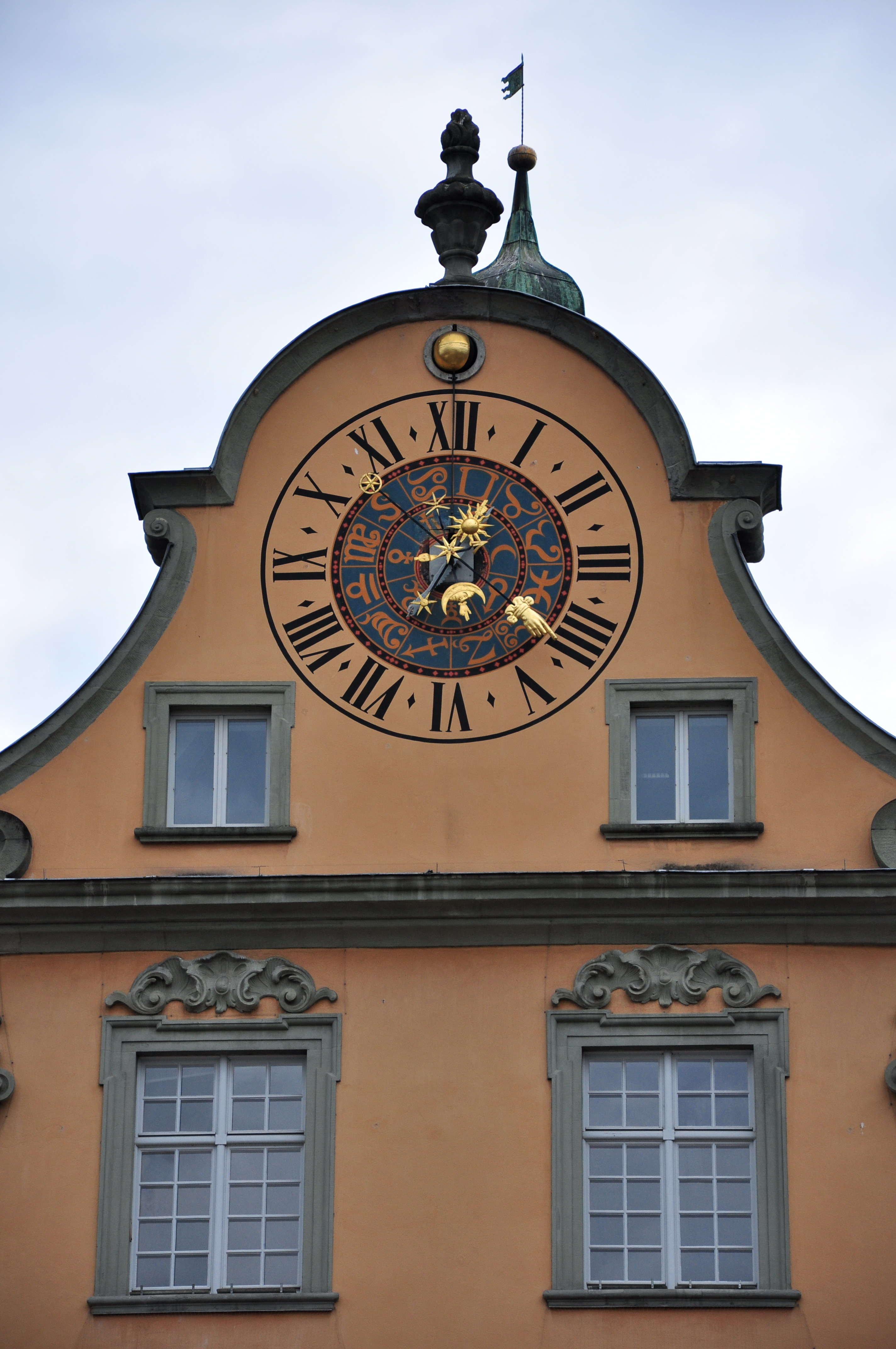
Schaffhausen
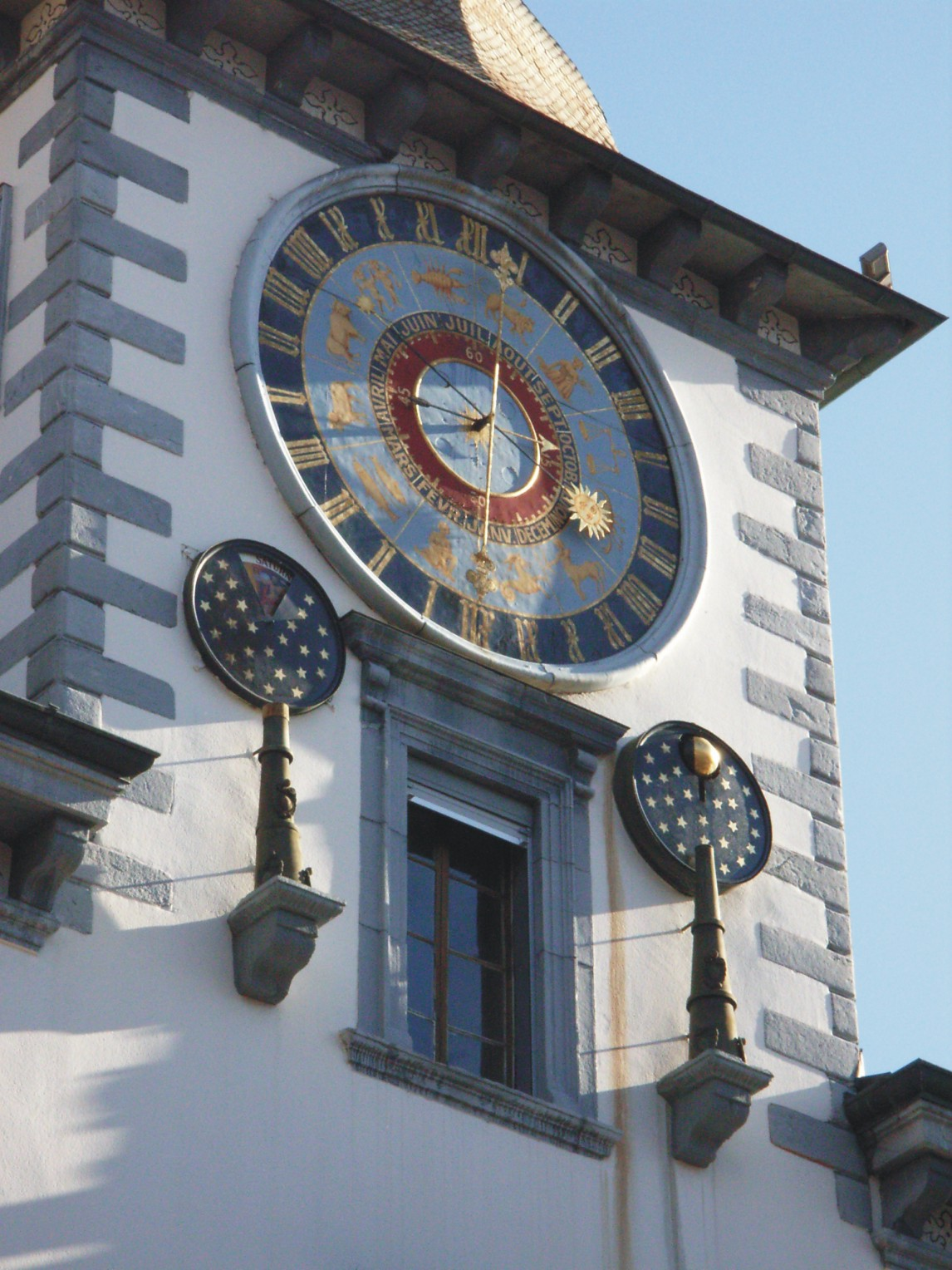
Sion
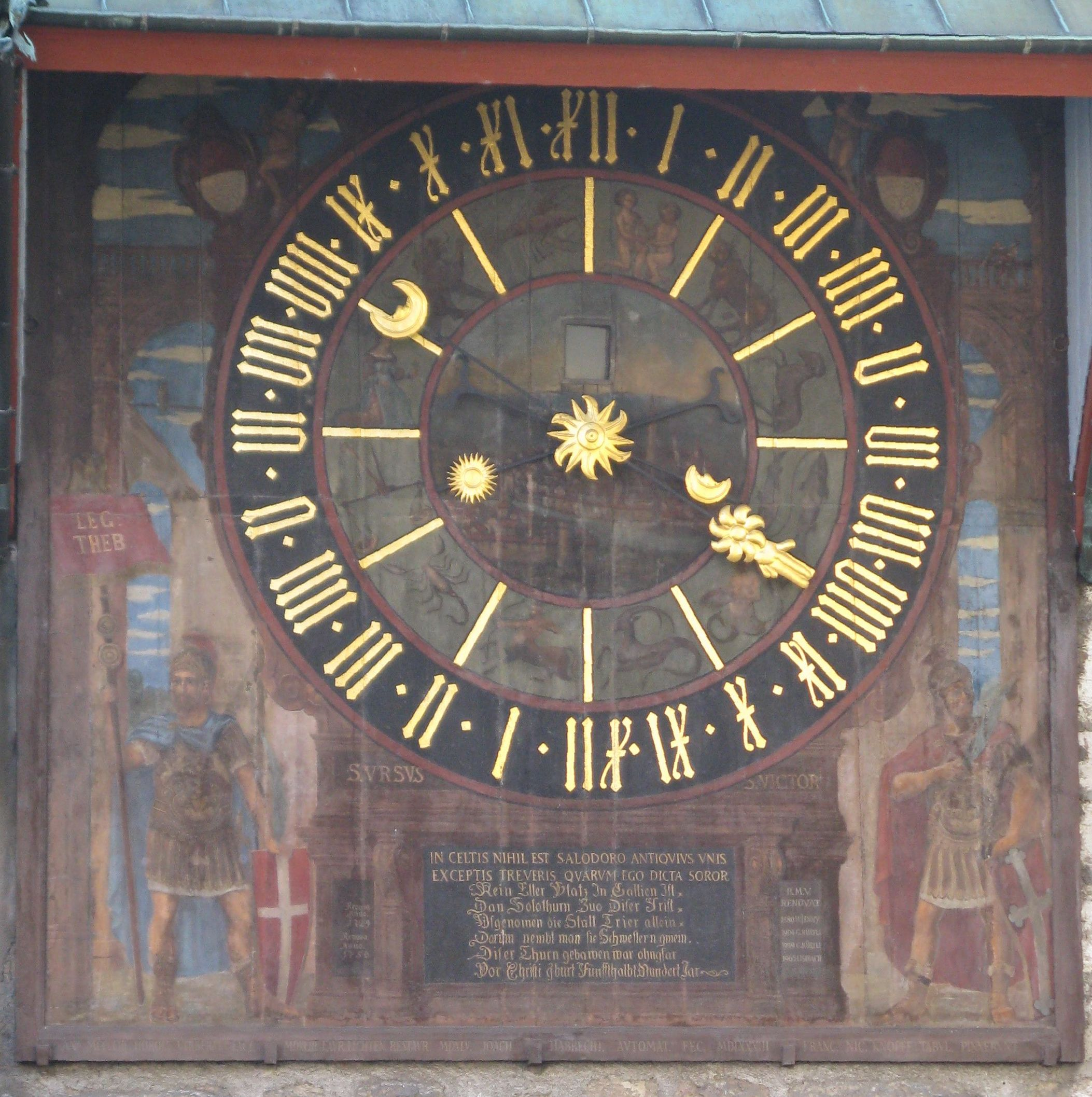
Solothurn

- Aschaffenburg: 12-Uhr + R-Tierkreis (Sonne) + Mondkugel + Wochentage (Planetensymbole), 1957
- Esslingen: 12-Uhr + R-Tierkreis (Sonne, Mond) + Mondscheibe + Figurenspiel, 16. Jh.
- Heilbronn: 12-Uhr + R-Tierkreis (Sonne, Mond) und Wochentage (Planetengötter) + Mondscheibe und Zeiger für Mondalter, 16. Jh.
- Köln (Uni): 12-Uhr und Mondkugel + R-Tierkreis (Sonne) + Planeten (Planetarium), 1932
- München (Deutsches Museum): 12-Uhr und R-Tierkreis (Sonne) + Wochentage (Planetengötter), ca. 1932
- Tübingen: 12-Uhr + R-Tierkreis (Sonne, Mond, Drachenzeiger) + Mondscheibe
- Schaffhausen (Fronwagturm): 12-Uhr und L-Tierkreis (Sonne, Mond, Drachen) und Wochentage (Planetensymbole) + Mondkugel
- Sion – Rathausturm: 24-Uhr und Tier/Monatskreis (Sonne und Mond) und 60-min + Mondkugel
- Solothurn (Roter Turm): 2×12-Uhr und L-Tierkreis (Sonne, Mond), 1525
- Zug (Zytturm (Zug)): 12-Uhr und R-Tierkreis mit Sonne und Mond und Wochentage mit Planetengöttern + Mondkugel

Abkürzungen:

nach einem + folgt ein weiteres Zifferblatt

12- bzw. 2×12- bzw. 24-Uhr : Uhr mit 12- bzw. 2×12- bzw. 24-Stundenskala

L- bzw. R-Tierkreis : links bzw. rechts umlaufender Tierkreis

(Sonne, Mond, ..) : mit Sonnen- und Mond- und ..-zeiger

#### Monduhren (Auswahl)
Als Monduhr wird eine, meist mechanisch betriebene, astronomische Uhr verstanden, die von der 12-Stunden-Anzeige getrennte Mondphasen-Anzeige auf einem separaten Zifferblatt anzeigt. Die folgende Aufzählung listet einige Städte mit einer entsprechenden Uhr auf:
Bad Schmiedeberg | Görlitz | Hann. Münden | Marburg | Naumburg | Ochsenfurt | Plauen | Weißenfels
mit Mondkugel:

Bad Tölz | Hannover | Kaufbeuren | Kirchheim/Teck | Markgröningen | Mindelheim | Nürnberg | Sigmaringen
mit Mondscheibe:

Bad Biesingen | Heilbronn | Schwäbisch Hall | St. Georgen | Stuttgart
als Äquatorialsonnenuhr:

in der Sammlung des Württembergisches Landesmuseum Stuttgart.

## Bedeutende besondere astronomische Uhren
Überall in Europa wurden besonders zwischen dem 14. und 17. Jahrhundert großartige astronomische Uhren hergestellt. Bekannte und wichtige Uhren finden sich unter anderem in den folgenden Städten:

### Astrolabiumsuhren

#### Bern

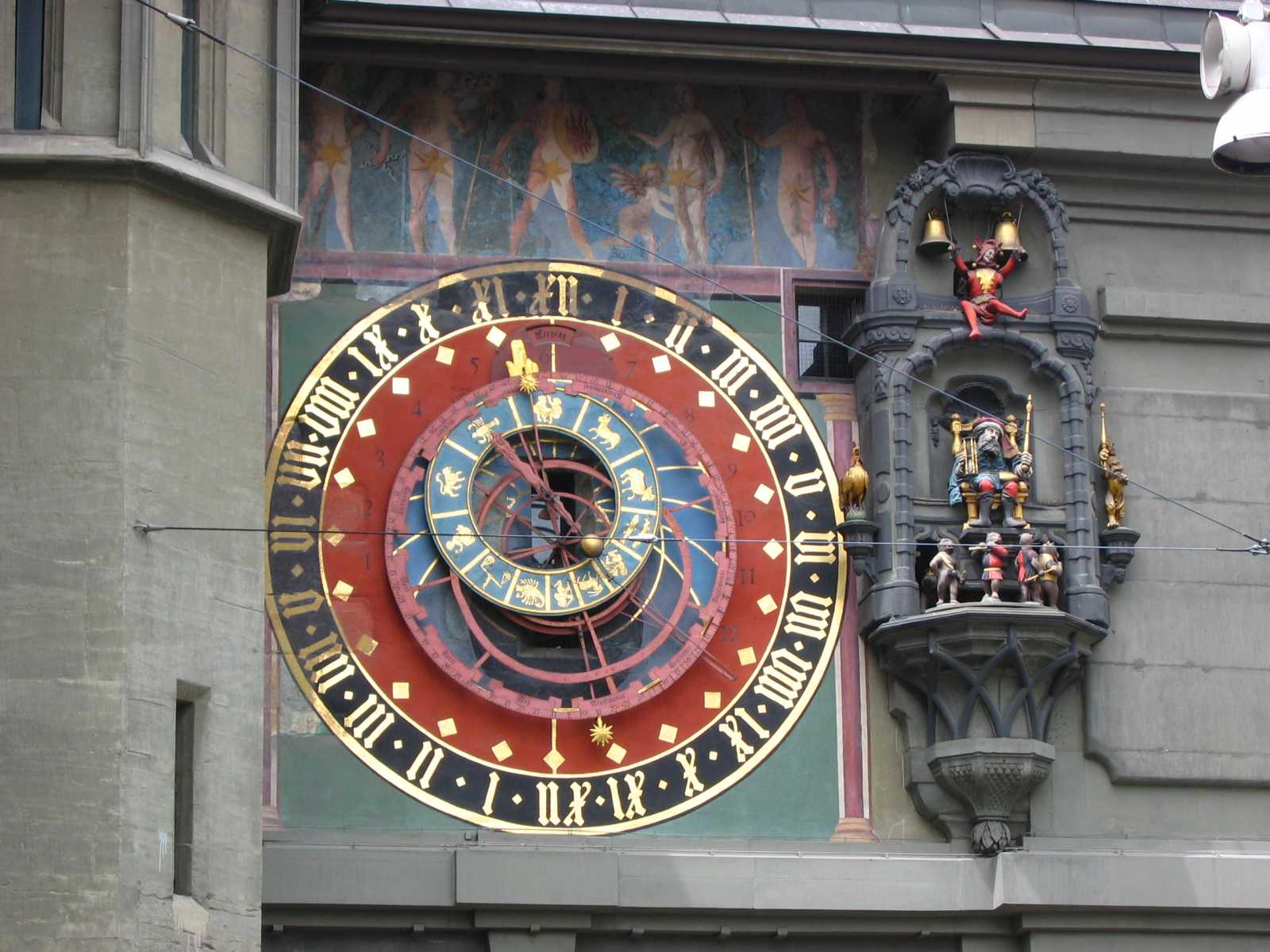
Astrolabiumsuhr in Bern am Zytgloggeturm (Zeitglockenturm), südliche Projektion

In Bern befindet sich der Zytglogge-Turm (Berndeutsch für Zeitglocken-Turm), ein als Wehr- und Wachtturm mit Stadttor im 13. Jahrhundert erbauter Uhrturm, zu dem um 1530 ein automatisches Figurenspiel sowie eine astronomische Kalenderuhr hinzugefügt wurden. Zu dem Spielwerk zählen ein krähender Hahn, ein kleiner Hofnarr sowie ein Parade-Aufmarsch von 7 Bären, des Berner Wappentiers (einen für jeden Wochentag). Hoch oben im Dach des Turms betätigt sich ein aus Holz geschnitzter vergoldeter Ritter (Hans von Tann) an der großen Stundenglocke als Stundenschläger. Das Kalendarium zeigt die Mondphase, den Stand von Sonne und Mond, die Sternbilder und die Planetenstellungen ebenso an wie den aktuellen Monat, Tag, die Stunde und sogar den Namen des Wochentages.

#### Stralsund

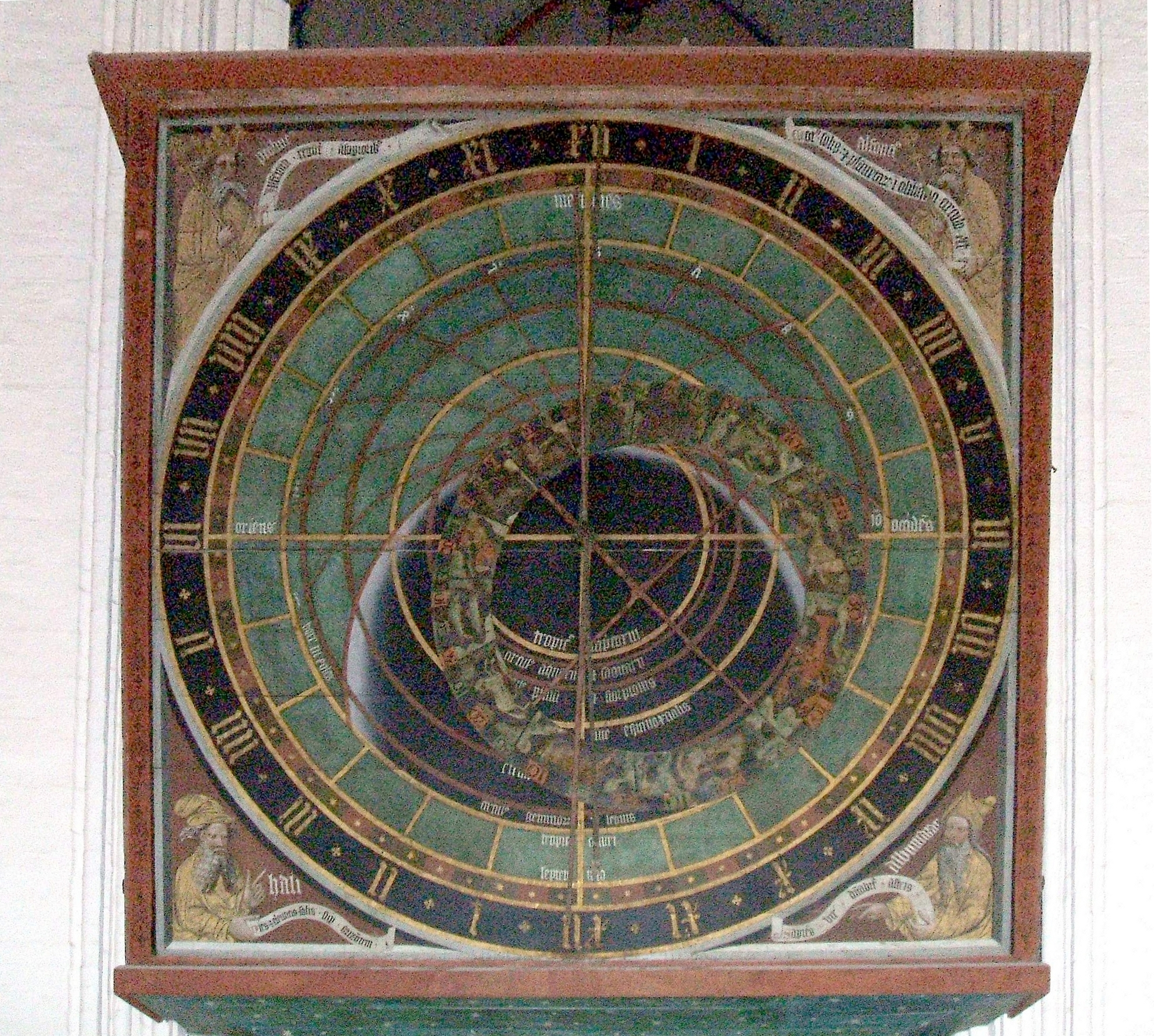
Astrolabiumsuhr in der Stralsunder St.-Nikolai-Kirche, südliche Projektion

Die astronomische Uhr in der Stralsunder St.-Nikolai-Kirche ist eine aus dem 14. Jahrhundert stammende Astrolabiumsuhr in südlicher Projektion. Sie wurde im 16. Jahrhundert beschädigt und ist seitdem nicht gangbar. Sie ist aber die einzige fast komplett im originären Zustand erhaltene Astrolabiumsuhr; es fehlen nur wenige Teile des Uhrwerkes.
Eine Besonderheit an der Uhr ist das Selbstbildnis ihres Erbauers Nikolaus Lilienfeld, das als ältestes Uhrmacherporträt im deutschen Sprachraum gilt.

#### Prag

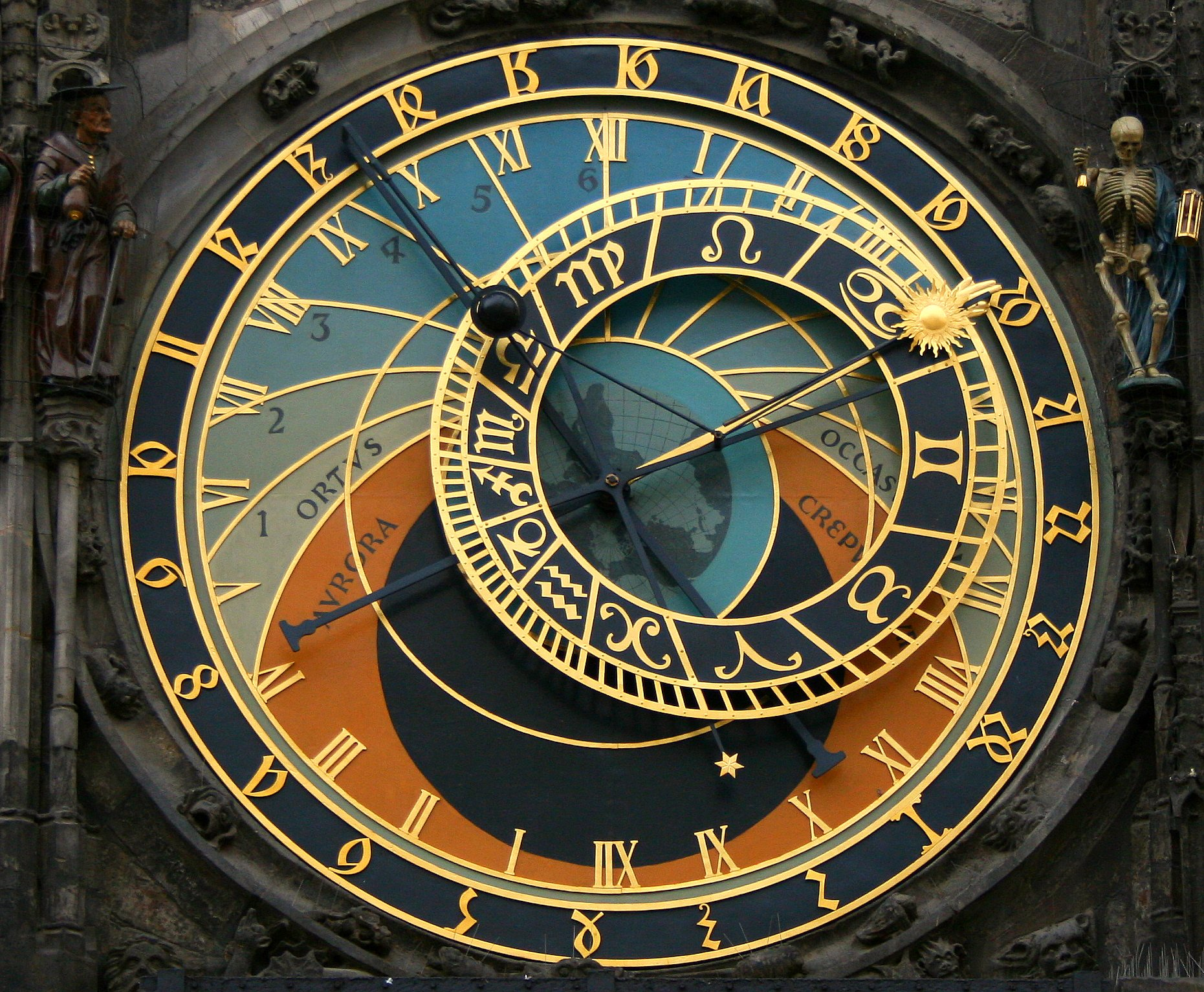
Astrolabiumsuhr am Prager Rathaus, südliche Projektion

Die Prager Rathausuhr ist in die Südfassade des alten Rathauses am Altstädter Ring eingearbeitet. Sie ist eine aus dem Anfang des 15. Jahrhunderts stammende Astrolabiumsuhr in südlicher Projektion. Neben der Uhrzeit und den mit dem Astrolabium darstellbaren astronomischen Sachverhalten zeigt sie als Besonderheit auf einem drehenden äußeren Ring die ab Sonnenuntergang gezählten italienischen oder böhmischen Stunden an. Unterhalb der Astrolabiumsuhr befindet sich eine Kalenderscheibe vom Ende des 15. Jahrhunderts. Die Figurenspiele zu beiden Seiten der Uhr kamen im 17. Jahrhundert hinzu, während das Spiel mit den 12 Aposteln in unbekannter späterer Zeit oberhalb der Uhr hinter den beiden Fenstern angebracht wurde.
In den letzten Tagen des Zweiten Weltkrieges erlitt die Uhr schwere Schäden während eines deutschen Angriffs, wobei das Rathaus vollständig abbrannte. Durch aufwendige Restaurierungsarbeiten im Jahre 1948 konnte der Originalzustand der Uhr wiederhergestellt werden. Zusammen mit dem Altstädter Rathaus ist die etwa 600 Jahre alte Prager Rathausuhr ein nationales Kulturdenkmal und bildet einen unentbehrlichen Bestandteil des Alten Prags.

#### Ulm
Geschichte

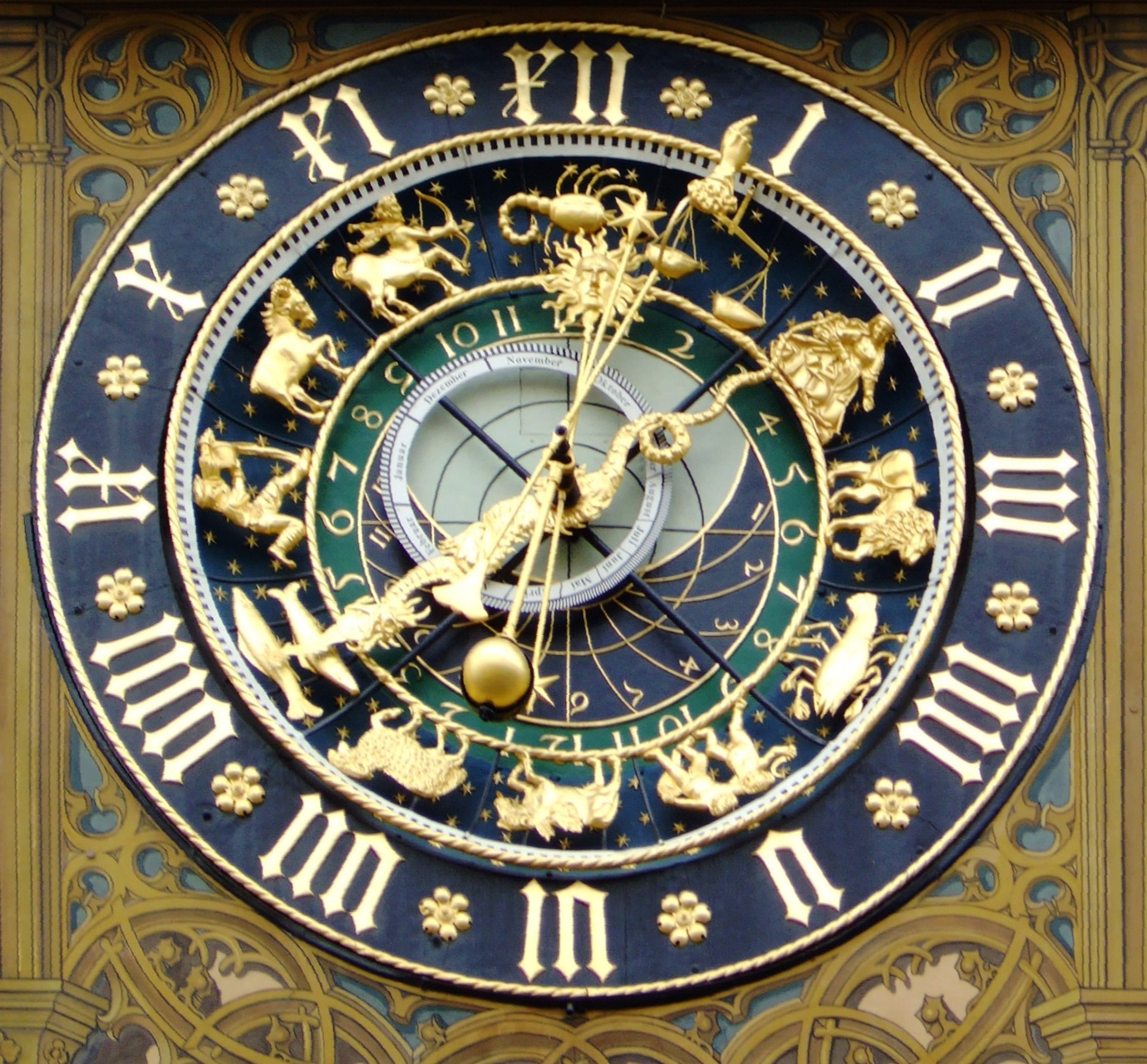
Astrolabiumsuhr in Ulm (Rathaus), nördliche Projektion, rechtsdrehend (Tierkreise spiegelverkehrt)

Die Ulmer astronomische Uhr wurde vermutlich um 1520 in die Ostfront des Ulmer Rathauses eingebaut und 1581 von Isaak Habrecht überholt.
Im Dezember 1944 wurde die Uhr bei einem schweren Luftangriff auf Ulm zerstört. Erhalten blieben nur das Zifferblatt mit dem Tierkreisring und die Zeiger. Eine vollständige Erneuerung erfolgte 1949 bis 1952.
Beschreibung
Die astronomische Uhr in Ulm ist in ihrem inneren Teil eine Astrolabiumsuhr mit der Besonderheit, dass bei ihr auch die bei Astrolabien übliche nördliche Projektion übernommen wurde. Zu erkennen ist das an der Abbildung des Horizontes als Senke. Der Blick ist über den Nordhorizont zum nördlichen Himmel mit dem mittigen Polarstern gerichtet, wobei in Wirklichkeit das Drehen des Himmels im Gegenuhrzeigersinn zu beobachten ist. Um eine Uhr mit üblichem Uhrzeigersinn zu erhalten, wurde das Projektionsergebnis gespiegelt, wobei sich auch der Durchlaufsinn auf dem Tierkreis im Vergleich zur Wirklichkeit umkehrte. Geblieben ist die sich bei nördlicher Projektion ergebende Bildgröße der Wendekreise: kleiner Wendekreis des Krebses und großer Wendekreis des Steinbocks.
Außerhalb der 2-mal-12-Stunden-Skala dreht sich zusammen mit dem exzentrischen Inneren ein zweiter, aber zentrisch gelagerter Tierkreis. Ein solcher ist Kennzeichen der späteren Tierkreisuhren, die kein Astrolabium mehr enthalten. Er ist dort aber nicht mehr drehend. Auch die zusätzliche äußere 12-Stunden-Skala mit zusätzlichem Stundenzeiger (mit Hand als Spitze) ist kennzeichnend für Tierkreisuhren.
Die innere Astrolabiumsuhr hat als dritten Zeiger neben Sonnen- und Mondzeiger einen Drachenzeiger. Er zeigt die Knotenlinie des Mondes relativ zum Tierkreis an. Wenn er sowohl unter dem Sonnen- als auch unter dem Mondzeiger steht, ist eine Sonnen- oder eine Mondfinsternis möglich.
Der Sonnenzeiger (mit Sonnensymbol) ist der Hauptzeiger für die astrolabischen Anzeigen: Ort der Sonne auf dem Tierkreis (auf innerem Kreis als Datum), mittlere Sonnenzeit (auf der 2-mal-12-Stunden-Skala) und temporale Tagesstunde (mit dem Gegenende über dem Linienbüschel, das unter dem Horizont gezeichnet ist).
Der Mondzeiger gibt den Ort des Mondes auf dem Tierkreis an. Seine um den Zeigerstab drehbare Kugel stellt die Mondphasen anschaulich dar.

### Tierkreisuhren

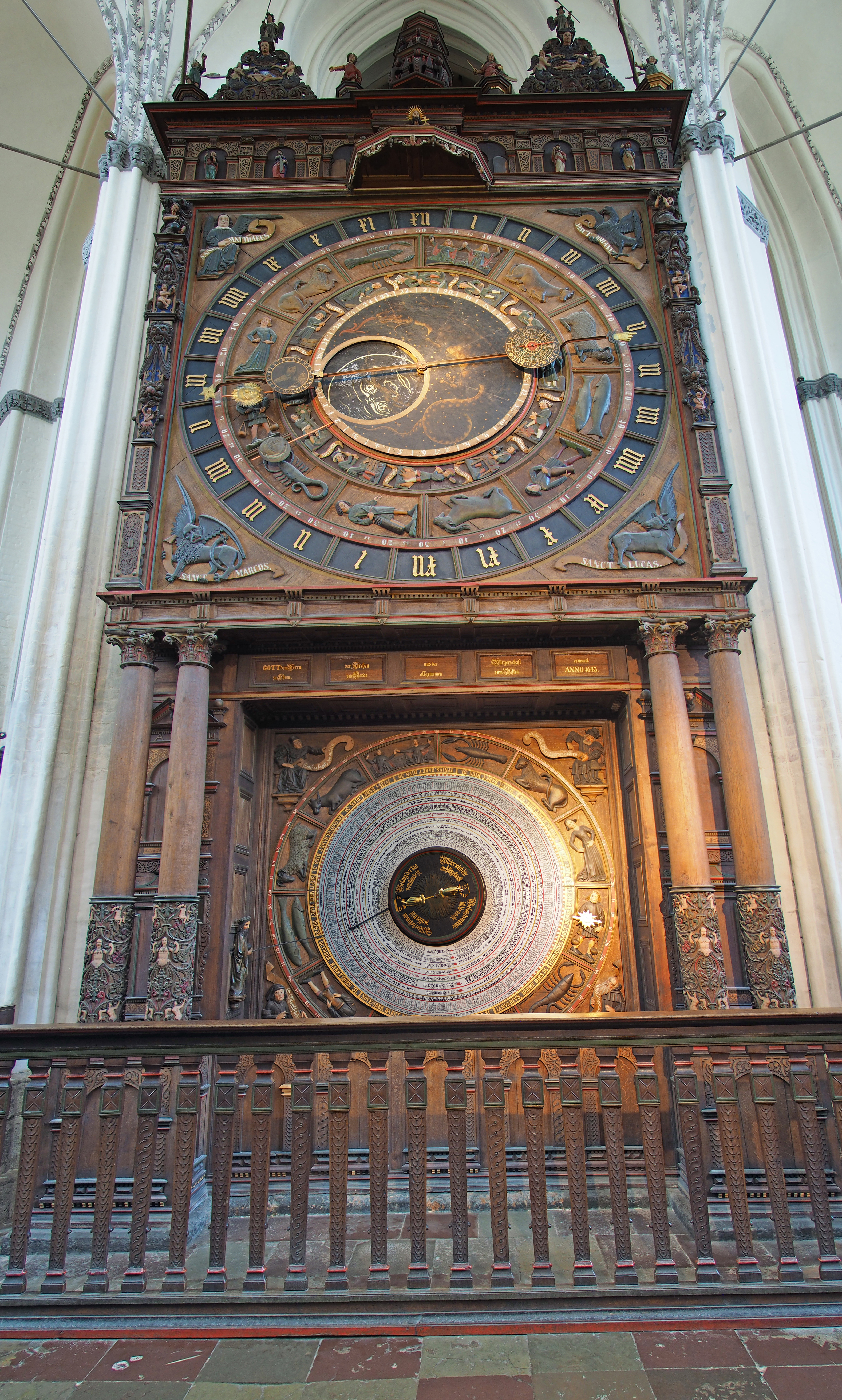
St. Marien in Rostock: Astronomische Uhr (Tierkreisuhr) von 1472

#### Rostock
Eine ältere Astrolabiumsuhr, die vermutlich wie die in Stralsund vom gleichen Erbauer Nikolaus Lilienfeld stammte und vermutlich dieser sehr ähnlich war, ging verloren. Sie wurde 1472 durch eine Tierkreisuhr ohne astrolabische Anzeigen ersetzt. Diese Rostocker Uhr von 1472 ist besonders ausführlich dokumentiert.

#### Esslingen am Neckar
Das Alte Rathaus in Esslingen am Neckar wurde 1423 als Kauf- und Steuerhaus erbaut. 1586 bis 1589 hat Heinrich Schickhardt den heutigen Renaissancegiebel errichtet mit dem Zeitzifferblatt, der astronomischen Anzeige mit drei Zeigern: für die Sonnenbewegung und die Mondbewegung, dazu ein Drachenzeiger. Dazu gehört ferner ein Figurenautomat, eine Darstellung der Mondphasen und der Reichsadler, dessen Flügel die Stunden schlägt.
Der Esslinger Uhrmachermeister Marx Schwarz erhielt 1581 vom Esslinger Rat den Auftrag, eine Turmuhr zu bauen. Er verstarb 1586, und Jacob Diem aus Tübingen vollendete sie 1589. Sie lief 150 Jahre, danach folgte eine wechselvolle Geschichte. Mit der Generalsanierung des Alten Rathauses im Jahr 1998 verschwand das Uhrwerk.
Mit seiner Wiederentdeckung bildete sich ein Verein, der Spenden sammelte, die denkmalgerechte Restaurierung vorantrieb, 2006 die Firma Turmuhrenbau Ferner in Meissen beauftragte und die komplette Finanzierung übernahm.
Das schmiedeeiserne Uhrwerk besteht fast komplett aus Originalteilen. Seit Anfang 2007 erfolgt der Antrieb wieder vom historischen Uhrwerk von 1589. Damit hat die Stadt Esslingen am Neckar die älteste schmiedeeiserne Turmuhr mit astronomischem Getriebe in Deutschland, die wie im Mittelalter mit Hilfe von Gewichten und Pendel funktioniert.

### Besondere Exemplare

#### Straßburg
Die astronomische Uhr im Straßburger Münster hat mit den hansischen Uhren gemeinsam, dass sie sich innerhalb einer großen Kirche befindet. Sie ist eine wesentlich aufwändigere Uhr und folglich auch so aufgestellt, dass sie besser zur Geltung kommt als die hansischen Uhren. Sie befindet sich an der östlichen Wand des südlichen Querschiffs, von dem aus sie gut sichtbar ist, und ist die dritte Uhr, die seit dem 14. Jahrhundert für das Straßburger Münster gebaut wurde.
Die erste Uhr von 1352/54 – die sogenannte Dreikönigsuhr – befand sich gegenüber den beiden Nachfolgern. Sie war vermutlich wie die hansischen Uhren eine Astrolabiumsuhr und hatte unter sich auch eine Kalenderscheibe und über sich Figurenspiele. Sie blieb am Anfang des 16. Jahrhunderts stehen und wurde schließlich abgebaut. Einige Teile, darunter ein krähender und flügelschlagender Hahn – der vermutlich älteste erhaltene Figurenautomat – befinden sich heute im Straßburger Kunstgewerbemuseum.

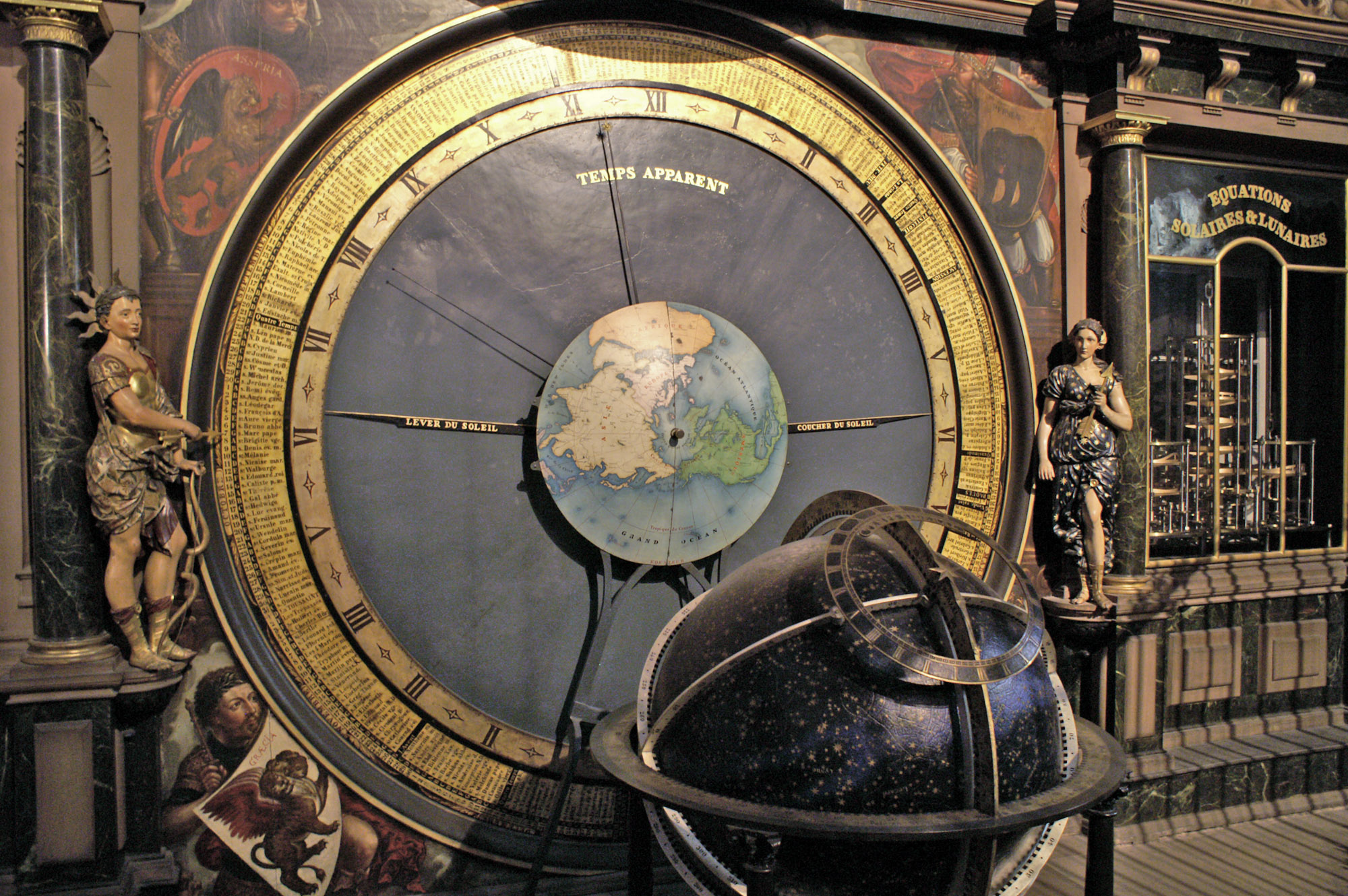
Astronomische Uhr im Straßburger Münster: Himmelsglobus vor der heutigen dritten Uhr mit dem großen unteren Anzeigeteil

Einen wesentlich größeren, etwa 18 Meter hohen Ersatzbau, der 1574 fertig wurde, haben ab 1547 Christian Herlin, Conrad Dasypodius, die Brüder Habrecht und der Maler Tobias Stimmer geschaffen. Ihre astronomischen Anzeigen waren von oben nach unten eine Monduhr, eine Astrolabiumsuhr in nördlicher Projektion, eine sehr große Kalenderscheibe und neu ein ebenfalls vom Uhrwerk angetriebener Himmelsglobus, den der Straßburger Mathematiker Konrad Dasypodius entworfen hatte. Der Globus war gemäß der geographischen Breite Straßburgs geneigt und von einem waagerechten Ring umgeben, der den Straßburger Horizont darstellte. Den Meridian von Straßburg stellte ein senkrechter Ring dar, an dem die Sternzeit von einer auf dem Himmelsäquator angebrachten Stundenskala abgelesen werden konnte. Der Globus drehte sich in einem Sterntag um sich selbst. Zusammen mit dem Globus drehten sich zwei halbe Kreisbögen um die Himmelsachse, die die Bewegung von Sonne und Mond im Himmel nachbildeten. Der Sonnenbügel drehte sich etwas langsamer als der Globus. Er brauchte für eine Umdrehung etwa 4 Minuten mehr als der Globus (insgesamt einen Sonnentag). An seiner Kreuzung mit der auf dem Globus aufgemalten Ekliptik wurde die Stellung der Sonne im Ekliptik-/Tierkreis angezeigt. Der Mondbügel drehte sich wesentlich langsamer als der Sonnenbügel, so dass er in etwa 29½ Tagen eine Umdrehung hinter diesem zurückblieb, was eine Mondphasenperiode ist. Die Passagen der Bügel/Ekliptik-Schnittpunkte durch den Horizont-Ring sind die Momente von Sonnenauf- und -untergang beziehungsweise Mondauf- und -untergang. 1788 blieb diese Uhr vollständig stehen. Einige Teile wurden ins Straßburger Kunstgewerbemuseum gebracht. Einige von ihnen wurden nicht erneuert, sondern in der heutigen dritten Uhr durch prinzipiell andere Teile (Anzeigen) ersetzt. Die Ausführung als Tierkreisuhr – wie bei der heutigen zweiten Rostocker Uhr – wurde bei ihr übersprungen.

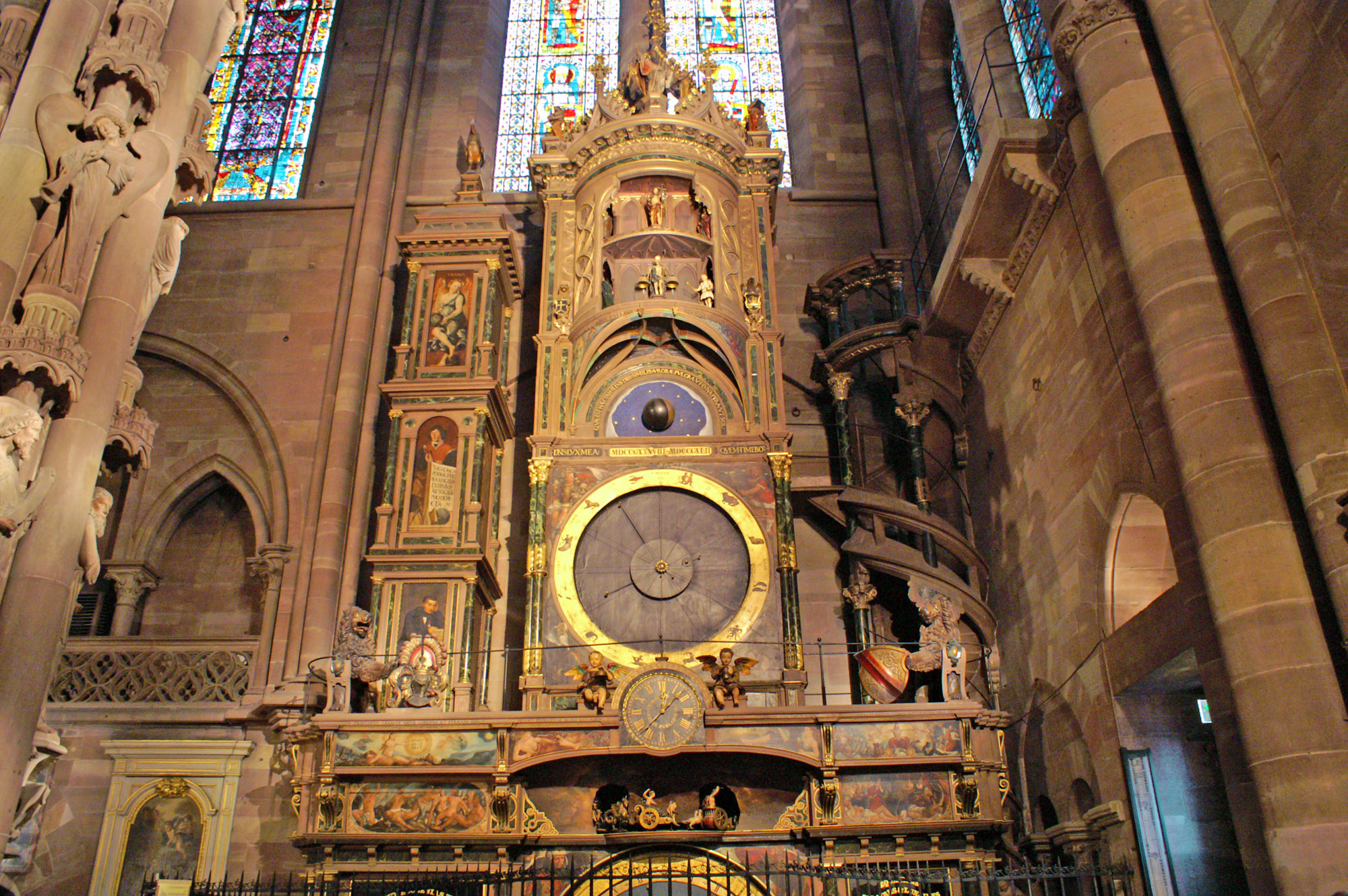
Astronomische Uhr im Straßburger Münster

Die dritte Straßburger astronomische Uhr wurde in die Gehäuse der Dasypodius-Uhr von Jean-Baptiste Schwilgué konzipiert, 1838/43 gebaut und funktioniert heute noch. Ihre astronomischen Anzeigen sind von oben nach unten eine Monduhr, ein Planetarium, eine sehr große Uhr mit Sonnen- und Mondzeiger und ein vom Uhrwerk ebenfalls angetriebener Himmelsglobus. Schwilgué ging in seiner Uhr teilweise auf das heliozentrische Weltbild über. So brachte er an der Stelle der vorherigen Astrolabiumsuhr ein Planetarium an. Darauf umrundet die Erde zusammen mit ihrem Mond und gemeinsam mit anderen Planeten die still stehende Sonne. Die umlaufende Skala ist der Tierkreis. Um das Tierkreiszeichen abzulesen, in dem die Sonne steht, muss aber vom Erde-Symbol aus über die Sonne zum Skalenrand gepeilt werden. Den vorherigen Platz der Kalenderscheibe nimmt die neu entworfene Uhr mit Sonnen- und Mondzeiger ein. Es ist dies der Teil der Uhrenanlage mit höchster Genauigkeit und größtem Getriebeaufwand. Hier wird noch das geozentrische Weltbild angewendet, dieses aber nicht mehr anschaulich wie bei einem Astrolabium vermittelt. Ein Tierkreis und damit der Bezug darauf ist nicht vorhanden. Die Anzeige hat einen 2-mal-12-Stunden-Skalenring, auf dem der Sonnenzeiger die wahre Ortszeit von Straßburg angibt. Die Zeitgleichung wird somit berücksichtigt. Je ein nach links und rechts gerichteter, sich automatisch einstellender Zeiger gibt die Sonnenaufgangs- und -untergangszeit an. Der Mondzeiger gibt die relative Position des Mondes zur Sonne an. Sein Antrieb berücksichtigt mehrere astronomische Ursachen dafür, dass der Mondlauf um die Erde ziemlich ungleichmäßig ist.
In der Himmelskugel wird sogar die Präzession der Erde (ein Umlauf in etwa 26.000 Jahren) dargestellt. Schwilgué hat insgesamt mehr eine komplexe Rechenmaschine, deren Genauigkeit der Anzeigen bei gewöhnlicher Betrachtung nicht erkennbar ist, als bloß eine Uhr geschaffen.
Links unten befindet sich ein bewegter Kirchenkalender, der alle kirchlichen Daten seit der Einführung des gregorianischen Kalenders 1582 anzeigen kann.
Für die weniger wissenschaftlich interessierten Besucher bietet die Uhr viele weitere Details: Die umlaufenden Apostel, die stündliche Darstellung des menschlichen Lebens vom Kind bis zum Greis, die sieben Wochentage als Planeten und der krähende Hahn sind nur einige davon.
Die besten deutschen Quellen für diese Uhr sind die Bücher von 1) Günther Oestmann (1993 und 2000)
und 2) Henri Bach und Jean-Pierre Rieb (1992). Eine weitere Quelle über ihre Geschichte der astronomischen Einzelheiten ihrer Anzeige findet sich in Sterne und Weltraum (1985).

#### Besançon

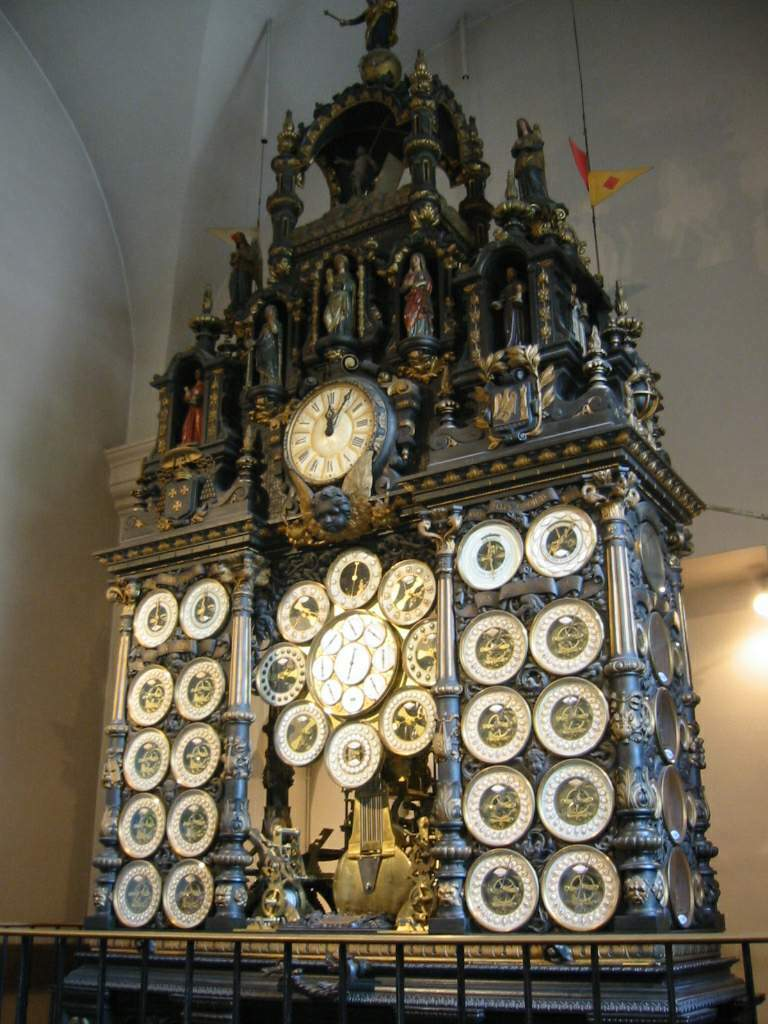
Astronomische Uhr von Besançon

Die Uhr in Besançon (Frankreich) wurde in den Jahren 1858–1860 als Ersatz für die damals nicht mehr funktionierende Uhr der Kathedrale Saint-Jean von Kardinal Mathieu in Auftrag gegeben. Die Stadt war das französische Uhrenmekka. Außer der ortsansässigen Uhrenindustrie unterhielten viele berühmte Pariser Fabrikanten (u. a. Louis LeRoi) Ateliers in der Festungsstadt, um von den ausgezeichneten Fachkräften, die diese Region hervorbrachte, zu profitieren. Am Observatorium fanden Chronometerwettbewerbe statt und es wurde eine Uhrmacherschule gegründet.
Da sich in Besançon zu dieser Zeit auch exzellente Schweizer Uhrmacher niedergelassen hatten, auf der Flucht vor den Unruhen im Anschluss an die Französische Revolution, war die außergewöhnliche Ausführung dieser Uhr obligatorisch. Dennoch wurde die Uhr schließlich nicht in Besançon gebaut, sondern in Beauvais vom dort ansässigen Uhrmacher Auguste-Lucien Vérité gefertigt – für die Genauigkeitsfanatiker unter den Fachgenossen kam allein dieser erfahrene Turmuhrenfabrikant und Ingenieur in Frage. Monatelang brütete Vérité über den Plänen und Berechnungen; die Ausführung der Konstruktion beanspruchte Herrn Vérité zweieinhalb Jahre vollständig.
Die Wahl eines stadtfremden Herstellers ist durchaus kein Widerspruch: Im nicht allzu fernen Schweizer La Chaux-de-Fonds hatte man ebenfalls im Jahr 1860 im dortigen Tempelturm eine Präzisions-Turmuhr von Collin aus Paris aufstellen lassen.
Im Gegensatz zu anderen astronomischen Uhren ist die Besançoner Uhr nicht an einer weithin sichtbaren Wand platziert, sondern in einem Uhrensaal im ersten Stock des Glockenturms. Die zahllosen astronomischen Anzeigen – insgesamt 70 Zifferblätter zeigen beispielsweise die Uhrzeiten in 17 Orten der Welt, den Tidenhub in verschiedenen französischen Häfen, einen ewigen Kalender sowie die Schaltjahreszyklen an – werden durch publikumswirksame Automaten, Figurenläufe und animierte Dioramen kunstvoll ergänzt.
Insgesamt besteht die Uhr aus mehr als 30.000 mechanischen Teilen; Die Uhrzeit wird zudem auf die außen angebrachten Turmuhrzifferblätter über Kardanwellen übertragen.

### Weitere astronomische Uhren in Europa
- Belgien

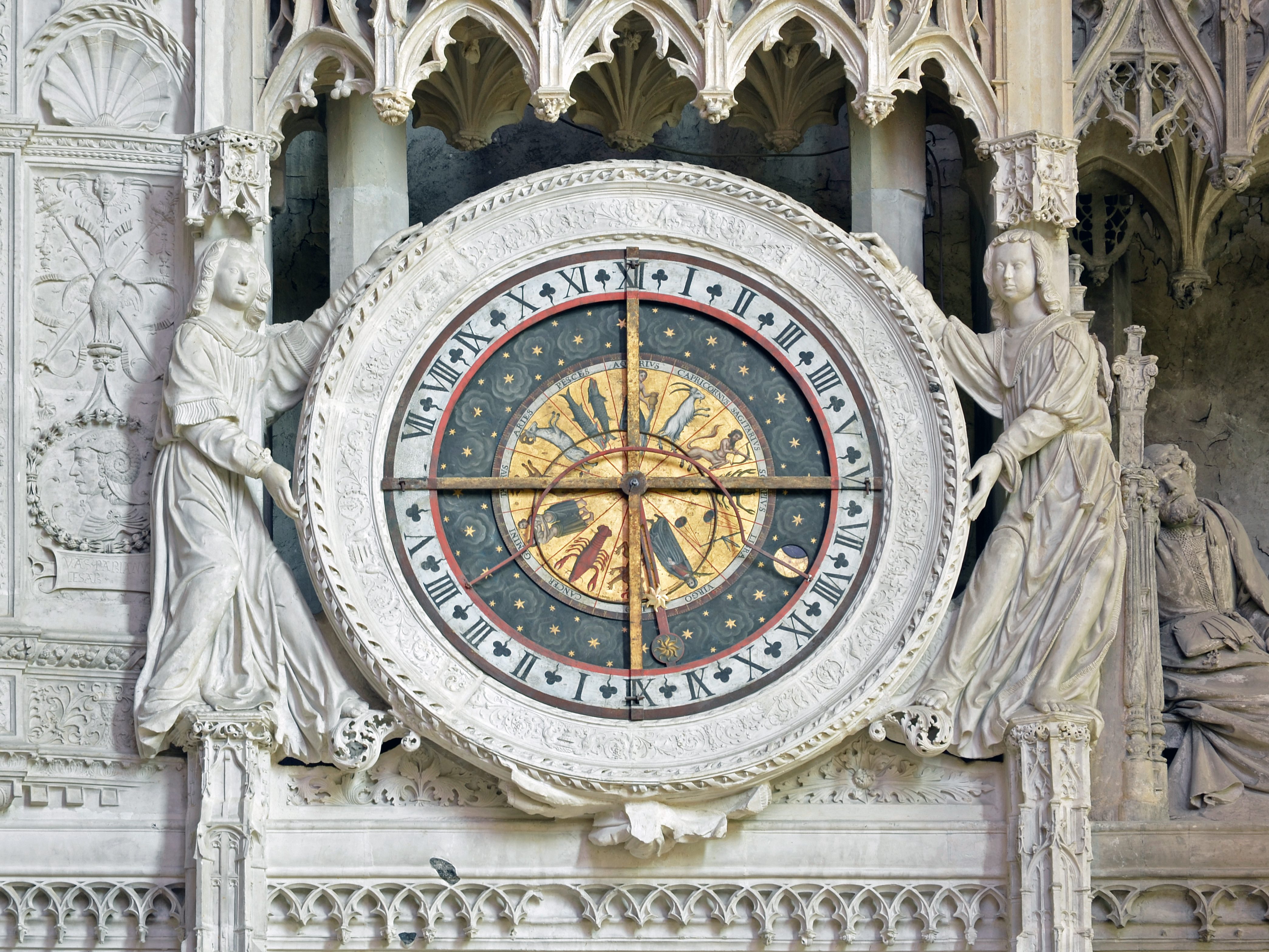
Astronomische Uhr im Chor der Kathedrale von Chartres

  - Lier – Jubiläumsuhr (1930) im Zimmerturm und Wunderuhr von Louis Zimmer
 Die Jubiläumsuhr hat den sich am langsamsten drehenden Zeiger der Welt. Dieser zeigt die Präzessionsbewegung der Erdachse an und benötigt für einen Umlauf rund 25.800 Jahre.
  - Sint-Truiden – Astronomische Uhr (1942) von Kamiel Festraets im Beginenhof Sint-Truiden
- Dänemark
  - Kopenhagen – Weltuhr Jens Olsens im Rathaus
- Frankreich
  - Beauvais – Kathedrale Saint Pierre
  - Bourges – Kathedrale Saint-Étienne
  - Chartres – Kathedrale Notre-Dame
  - Fécamp – Abteikirche Sainte-Trinité
  - Haguenau – ehemalige Kanzlei, heute Musée alsacien (Kopie der Ulmer Uhr)
  - Le Mans – Kathedrale Saint-Julien du Mans
  - Lyon – Rathaus und St.-Jean-Kirche
  - Metz – Kathedrale Saint-Étienne
  - Reims – Kathedrale Notre-Dame
  - Rouen – Le Gros Horloge, als Uhrenturm in der Stadtmauer
  - Saint-Omer – Kathedrale Notre-Dame
- Italien
  - Brescia – Piazza della Loggia
  - Cremona – Torrazzo (Turm)
  - Mantua – Torre dell’Orologio
  - Messina – Glockenturm der Kathedrale
  - Venedig – Torre dell’Orologio

- Malta
  - Valletta – Großmeisterpalast
- Norwegen
  - Oslo – Rathaus
- Österreich

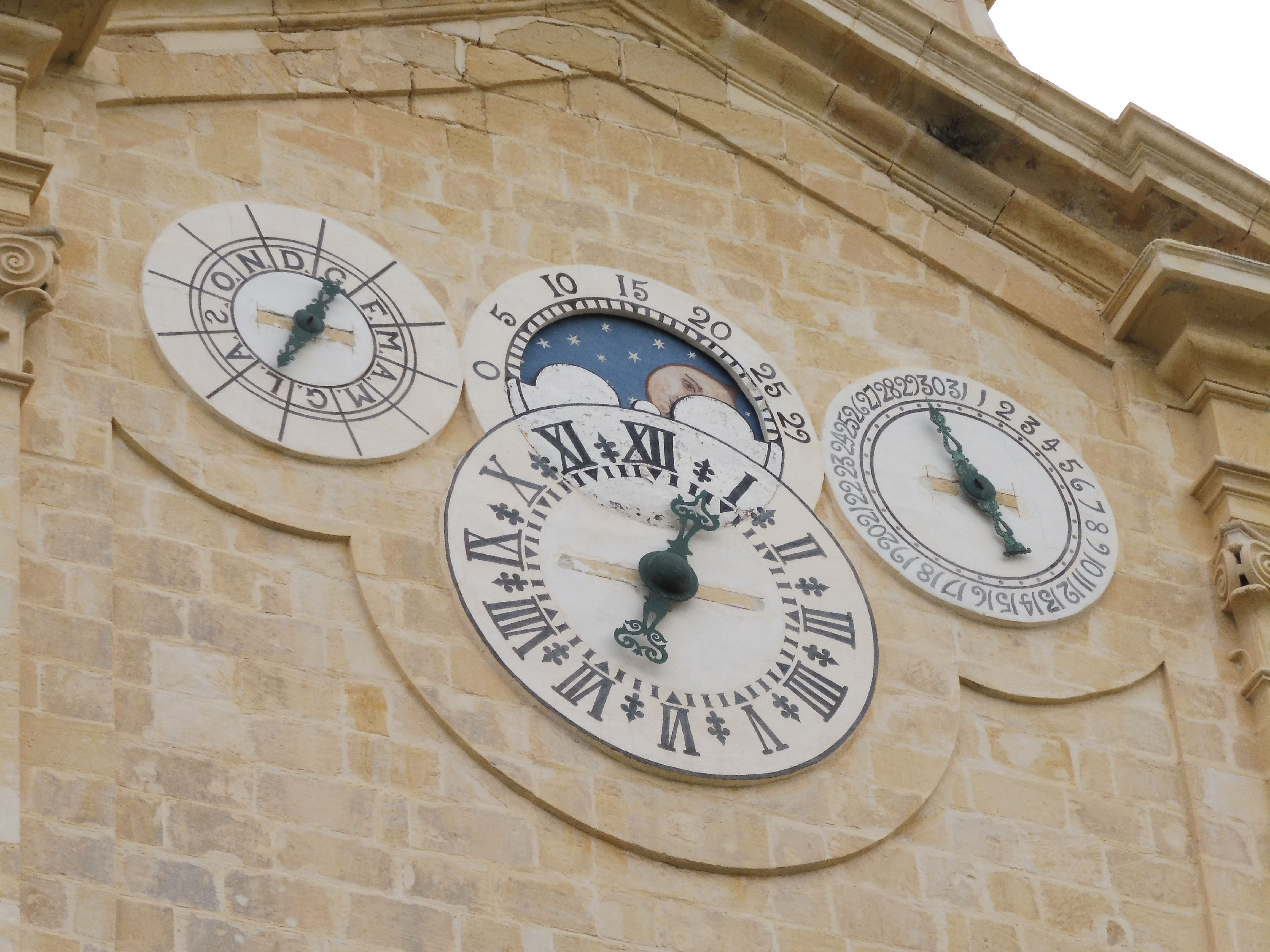
Astronomische Uhr am Großmeisterpalast in Valletta (Malta) mit Anzeige der Mondphasen

  - Linz – Altes Rathaus: Anzeige der Mondphasen
- Slowakei
  - Stará Bystrica – Figurenspiel, Kulturhaus
- Tschechien

  - Litomyšl – Rathausuhr[29]
  - Olmütz – Rathausuhr[30]
  - Pelhřimov
  - Prostějov – Rathausuhr[31]
  - Uherský Brod – Rathausuhr[32]
- Vereinigtes Königreich
  - Durham – Kathedrale
  - Exeter – Cathedral Church of Saint Peter
  - London – Hampton Court Palace – Anne-Boleyn-Tor
  - Norwich – Kathedrale
  - Ottery-St Mary – St.-Mary-Kirche
  - Salisbury – St. Mary’s Cathedral
  - Wells – St. Andrew’s Cathedral
  - Wimborne Minster – Wimborne Minster (ehemalige Abteikirche)